# Llista d'asteroides (385001-386000)
Llista d'asteroides del 385.001 al 386.000, amb data de descoberta i descobridor. És un fragment de la llista d'asteroides completa. Als asteroides se'ls dona un número quan es confirma la seva òrbita, per tant apareixen llistats aproximadament segons la data de descobriment.

## 385001-385100
| Nom    | Designació provisional | Data de descobriment   | Lloc de descobriment | Descobridor/s     |
| ------ | ---------------------- | ---------------------- | -------------------- | ----------------- |
| 385001 | 2012 TZ229             | 20 de novembre de 2001 | Kitt Peak            | Spacewatch        |
| 385002 | 2012 TG230             | 16 de novembre de 2003 | Kitt Peak            | Spacewatch        |
| 385003 | 2012 TL231             | 6 d'octubre de 1999    | Socorro              | LINEAR            |
| 385004 | 2012 TX231             | 16 de setembre de 2001 | Socorro              | LINEAR            |
| 385005 | 2012 TH234             | 1 de novembre de 2008  | Mount Lemmon         | Mt. Lemmon Survey |
| 385006 | 2012 TJ234             | 29 d'octubre de 2003   | Kitt Peak            | Spacewatch        |
| 385007 | 2012 TZ234             | 19 de novembre de 2008 | Kitt Peak            | Spacewatch        |
| 385008 | 2012 TT236             | 26 de maig de 2006     | Mount Lemmon         | Mt. Lemmon Survey |
| 385009 | 2012 TE238             | 24 d'abril de 2006     | Kitt Peak            | Spacewatch        |
| 385010 | 2012 TJ239             | 19 de setembre de 2006 | Catalina             | CSS               |
| 385011 | 2012 TU239             | 19 de setembre de 2007 | Kitt Peak            | Spacewatch        |
| 385012 | 2012 TD244             | 10 d'octubre de 2007   | Mount Lemmon         | Mt. Lemmon Survey |
| 385013 | 2012 TC246             | 14 de març de 2010     | Mount Lemmon         | Mt. Lemmon Survey |
| 385014 | 2012 TH266             | 29 de setembre de 2003 | Kitt Peak            | Spacewatch        |
| 385015 | 2012 TO266             | 1 de febrer de 2005    | Kitt Peak            | Spacewatch        |
| 385016 | 2012 TU266             | 4 de novembre de 2007  | Mount Lemmon         | Mt. Lemmon Survey |
| 385017 | 2012 TZ266             | 5 de setembre de 1999  | Kitt Peak            | Spacewatch        |
| 385018 | 2012 TX268             | 18 d'octubre de 2003   | Kitt Peak            | Spacewatch        |
| 385019 | 2012 TG272             | 3 de febrer de 2000    | Kitt Peak            | Spacewatch        |
| 385020 | 2012 TV277             | 15 de setembre de 2007 | Kitt Peak            | Spacewatch        |
| 385021 | 2012 TQ282             | 22 de novembre de 2009 | Mount Lemmon         | Mt. Lemmon Survey |
| 385022 | 2012 TM284             | 30 d'abril de 2006     | Kitt Peak            | Spacewatch        |
| 385023 | 2012 TA285             | 2 de novembre de 2007  | Kitt Peak            | Spacewatch        |
| 385024 | 2012 TM286             | 20 de setembre de 2001 | Socorro              | LINEAR            |
| 385025 | 2012 TS288             | 27 de setembre de 2006 | Catalina             | CSS               |
| 385026 | 2012 TZ288             | 30 de desembre de 2007 | Kitt Peak            | Spacewatch        |
| 385027 | 2012 TJ289             | 21 d'agost de 2006     | Kitt Peak            | Spacewatch        |
| 385028 | 2012 TJ291             | 24 d'octubre de 2008   | Kitt Peak            | Spacewatch        |
| 385029 | 2012 TU296             | 3 de maig de 2010      | Kitt Peak            | Spacewatch        |
| 385030 | 2012 TS299             | 21 de novembre de 2008 | Mount Lemmon         | Mt. Lemmon Survey |
| 385031 | 2012 TM302             | 30 de setembre de 2006 | Mount Lemmon         | Mt. Lemmon Survey |
| 385032 | 2012 TL303             | 1 de març de 2009      | Mount Lemmon         | Mt. Lemmon Survey |
| 385033 | 2012 TV305             | 17 d'octubre de 2003   | Kitt Peak            | Spacewatch        |
| 385034 | 2012 TW305             | 10 de febrer de 2010   | Kitt Peak            | Spacewatch        |
| 385035 | 2012 TD306             | 18 d'octubre de 1995   | Kitt Peak            | Spacewatch        |
| 385036 | 2012 TB307             | 30 de novembre de 1999 | Kitt Peak            | Spacewatch        |
| 385037 | 2012 TE309             | 18 d'octubre de 2003   | Anderson Mesa        | LONEOS            |
| 385038 | 2012 TQ309             | 29 de setembre de 2003 | Kitt Peak            | Spacewatch        |
| 385039 | 2012 TQ310             | 17 d'octubre de 2001   | Socorro              | LINEAR            |
| 385040 | 2012 TL311             | 19 d'octubre de 2003   | Kitt Peak            | Spacewatch        |
| 385041 | 2012 TZ312             | 2 d'abril de 2005      | Kitt Peak            | Spacewatch        |
| 385042 | 2012 TO313             | 14 d'abril de 2004     | Kitt Peak            | Spacewatch        |
| 385043 | 2012 TC323             | 18 d'abril de 1996     | Kitt Peak            | Spacewatch        |
| 385044 | 2012 UH10              | 28 de gener de 2007    | Mount Lemmon         | Mt. Lemmon Survey |
| 385045 | 2012 UP12              | 24 d'agost de 2007     | Kitt Peak            | Spacewatch        |
| 385046 | 2012 UX14              | 14 de setembre de 2007 | Mount Lemmon         | Mt. Lemmon Survey |
| 385047 | 2012 UU17              | 22 d'abril de 1998     | Kitt Peak            | Spacewatch        |
| 385048 | 2012 UZ22              | 23 d'octubre de 2006   | Kitt Peak            | Spacewatch        |
| 385049 | 2012 UA26              | 30 de novembre de 2008 | Kitt Peak            | Spacewatch        |
| 385050 | 2012 UB26              | 23 de març de 2004     | Kitt Peak            | Spacewatch        |
| 385051 | 2012 UT28              | 25 de desembre de 2005 | Mount Lemmon         | Mt. Lemmon Survey |
| 385052 | 2012 UM35              | 15 d'octubre de 1995   | Kitt Peak            | Spacewatch        |
| 385053 | 2012 UB37              | 4 de novembre de 1996  | Kitt Peak            | Spacewatch        |
| 385054 | 2012 UM41              | 20 de febrer de 2006   | Kitt Peak            | Spacewatch        |
| 385055 | 2012 UY42              | 13 d'abril de 2004     | Kitt Peak            | Spacewatch        |
| 385056 | 2012 UV44              | 13 d'octubre de 2007   | Mount Lemmon         | Mt. Lemmon Survey |
| 385057 | 2012 UR45              | 17 de setembre de 2006 | Kitt Peak            | Spacewatch        |
| 385058 | 2012 US45              | 17 de setembre de 2006 | Catalina             | CSS               |
| 385059 | 2012 UK47              | 19 de setembre de 2001 | Socorro              | LINEAR            |
| 385060 | 2012 UC48              | 29 de març de 2009     | Mount Lemmon         | Mt. Lemmon Survey |
| 385061 | 2012 UQ50              | 19 de setembre de 2007 | Kitt Peak            | Spacewatch        |
| 385062 | 2012 UP56              | 25 d'octubre de 2001   | Kitt Peak            | Spacewatch        |
| 385063 | 2012 UD57              | 6 de novembre de 1996  | Kitt Peak            | Spacewatch        |
| 385064 | 2012 UP60              | 3 de novembre de 2007  | Kitt Peak            | Spacewatch        |
| 385065 | 2012 UV61              | 12 de setembre de 2007 | Mount Lemmon         | Mt. Lemmon Survey |
| 385066 | 2012 UC63              | 13 de desembre de 2009 | Mount Lemmon         | Mt. Lemmon Survey |
| 385067 | 2012 UG63              | 19 de desembre de 2001 | Kitt Peak            | Spacewatch        |
| 385068 | 2012 UW64              | 27 de març de 2003     | Anderson Mesa        | LONEOS            |
| 385069 | 2012 UF67              | 2 d'abril de 2006      | Kitt Peak            | Spacewatch        |
| 385070 | 2012 UH69              | 30 d'abril de 1997     | Kitt Peak            | Spacewatch        |
| 385071 | 2012 UN74              | 31 de desembre de 2008 | Mount Lemmon         | Mt. Lemmon Survey |
| 385072 | 2012 UT77              | 14 d'octubre de 2001   | Socorro              | LINEAR            |
| 385073 | 2012 UA81              | 30 de novembre de 2008 | Kitt Peak            | Spacewatch        |
| 385074 | 2012 UM85              | 20 de novembre de 2007 | Mount Lemmon         | Mt. Lemmon Survey |
| 385075 | 2012 UJ86              | 1 de novembre de 1999  | Kitt Peak            | Spacewatch        |
| 385076 | 2012 UV93              | 5 de desembre de 2007  | Kitt Peak            | Spacewatch        |
| 385077 | 2012 UD97              | 24 d'octubre de 2008   | Catalina             | CSS               |
| 385078 | 2012 UH101             | 20 de febrer de 2009   | Kitt Peak            | Spacewatch        |
| 385079 | 2012 US105             | 4 de març de 2005      | Kitt Peak            | Spacewatch        |
| 385080 | 2012 UX112             | 26 d'abril de 2003     | Kitt Peak            | Spacewatch        |
| 385081 | 2012 UY113             | 30 de setembre de 2006 | Mount Lemmon         | Mt. Lemmon Survey |
| 385082 | 2012 UU114             | 7 de març de 2005      | Socorro              | LINEAR            |
| 385083 | 2012 UD115             | 12 de setembre de 2001 | Kitt Peak            | Spacewatch        |
| 385084 | 2012 UY159             | 15 de novembre de 2007 | Catalina             | CSS               |
| 385085 | 2012 UV160             | 11 de novembre de 2001 | Kitt Peak            | Spacewatch        |
| 385086 | 2012 UX162             | 21 de novembre de 2008 | Kitt Peak            | Spacewatch        |
| 385087 | 2012 UB163             | 9 de novembre de 1996  | Kitt Peak            | Spacewatch        |
| 385088 | 2012 UW166             | 24 de juny de 2011     | Mount Lemmon         | Mt. Lemmon Survey |
| 385089 | 2012 UG171             | 5 de maig de 2010      | WISE                 | WISE              |
| 385090 | 2012 VF                | 9 de novembre de 2008  | Mount Lemmon         | Mt. Lemmon Survey |
| 385091 | 2012 VG3               | 30 de novembre de 2005 | Mount Lemmon         | Mt. Lemmon Survey |
| 385092 | 2012 VZ3               | 11 de gener de 1997    | Kitt Peak            | Spacewatch        |
| 385093 | 2012 VA11              | 10 de setembre de 2007 | Mount Lemmon         | Mt. Lemmon Survey |
| 385094 | 2012 VS26              | 28 de desembre de 2003 | Kitt Peak            | Spacewatch        |
| 385095 | 2012 VM27              | 31 d'octubre de 2008   | Kitt Peak            | Spacewatch        |
| 385096 | 2012 VL36              | 13 de setembre de 2007 | Mount Lemmon         | Mt. Lemmon Survey |
| 385097 | 2012 VX41              | 9 de març de 2005      | Mount Lemmon         | Mt. Lemmon Survey |
| 385098 | 2012 VE47              | 26 d'abril de 2006     | Kitt Peak            | Spacewatch        |
| 385099 | 2012 VM47              | 12 de maig de 2005     | Kitt Peak            | Spacewatch        |
| 385100 | 2012 VG48              | 27 de setembre de 2008 | Mount Lemmon         | Mt. Lemmon Survey |

## 385101-385200
| Nom    | Designació provisional | Data de descobriment   | Lloc de descobriment | Descobridor/s                                          |
| ------ | ---------------------- | ---------------------- | -------------------- | ------------------------------------------------------ |
| 385101 | 2012 VH66              | 4 d'octubre de 2007    | Kitt Peak            | Spacewatch                                             |
| 385102 | 2012 VJ67              | 3 de novembre de 2007  | Kitt Peak            | Spacewatch                                             |
| 385103 | 2012 VP78              | 15 de setembre de 2006 | Kitt Peak            | Spacewatch                                             |
| 385104 | 2012 VL80              | 1 de febrer de 2005    | Kitt Peak            | Spacewatch                                             |
| 385105 | 2012 VT89              | 19 de juny de 2007     | Kitt Peak            | Spacewatch                                             |
| 385106 | 2012 VG92              | 23 de febrer de 2007   | Mount Lemmon         | Mt. Lemmon Survey                                      |
| 385107 | 2012 VM92              | 12 de novembre de 1996 | Prescott             | P. G. Comba                                            |
| 385108 | 2012 VL93              | 18 de desembre de 1995 | Kitt Peak            | Spacewatch                                             |
| 385109 | 2012 VQ97              | 3 de maig de 2006      | Siding Spring        | Siding Spring Survey                                   |
| 385110 | 2012 VE99              | 13 d'abril de 2004     | Kitt Peak            | Spacewatch                                             |
| 385111 | 2012 VX105             | 14 d'abril de 2010     | Kitt Peak            | Spacewatch                                             |
| 385112 | 2012 VC107             | 29 d'agost de 2006     | Catalina             | CSS                                                    |
| 385113 | 2012 VG107             | 26 de març de 2006     | Mount Lemmon         | Mt. Lemmon Survey                                      |
| 385114 | 2012 WS26              | 6 de setembre de 1999  | Kitt Peak            | Spacewatch                                             |
| 385115 | 2012 XQ1               | 14 d'abril de 2004     | Kitt Peak            | Spacewatch                                             |
| 385116 | 2012 XC10              | 18 de desembre de 2001 | Socorro              | LINEAR                                                 |
| 385117 | 2012 XX11              | 23 de desembre de 2000 | Kitt Peak            | Spacewatch                                             |
| 385118 | 2012 XW52              | 5 de desembre de 2007  | Mount Lemmon         | Mt. Lemmon Survey                                      |
| 385119 | 2012 XA63              | 23 de gener de 2006    | Kitt Peak            | Spacewatch                                             |
| 385120 | 2012 XX67              | 4 de desembre de 2007  | Mount Lemmon         | Mt. Lemmon Survey                                      |
| 385121 | 2012 XT95              | 20 de setembre de 2006 | Catalina             | CSS                                                    |
| 385122 | 2012 XQ113             | 12 de gener de 1996    | Kitt Peak            | Spacewatch                                             |
| 385123 | 2012 XW120             | 7 d'octubre de 2008    | Mount Lemmon         | Mt. Lemmon Survey                                      |
| 385124 | 2012 XV153             | 14 de febrer de 2010   | Mount Lemmon         | Mt. Lemmon Survey                                      |
| 385125 | 2013 AH121             | 9 de febrer de 2008    | Kitt Peak            | Spacewatch                                             |
| 385126 | 2013 AG155             | 24 de març de 2003     | Kitt Peak            | Spacewatch                                             |
| 385127 | 2013 BL60              | 6 de febrer de 1997    | Caussols             | ODAS                                                   |
| 385128 | 2013 CH121             | 25 d'abril de 2003     | Anderson Mesa        | LONEOS                                                 |
| 385129 | 2013 CC215             | 14 de febrer de 2002   | Kitt Peak            | Spacewatch                                             |
| 385130 | 2013 GH79              | 28 de febrer de 2006   | Mount Lemmon         | Mt. Lemmon Survey                                      |
| 385131 | 2013 GH109             | 12 de març de 2007     | Catalina             | CSS                                                    |
| 385132 | 2013 RO31              | 3 de maig de 2008      | Siding Spring        | Siding Spring Survey                                   |
| 385133 | 2013 RC53              | 27 d'octubre de 2005   | Catalina             | CSS                                                    |
| 385134 | 2013 SB24              | 28 de març de 2008     | Mount Lemmon         | Mt. Lemmon Survey                                      |
| 385135 | 2013 SC30              | 19 d'octubre de 1995   | Kitt Peak            | Spacewatch                                             |
| 385136 | 2013 SF51              | 9 d'octubre de 2004    | Kitt Peak            | Spacewatch                                             |
| 385137 | 2013 SN51              | 4 de setembre de 2002  | Campo Imperatore     | CINEOS                                                 |
| 385138 | 2013 SA67              | 9 d'octubre de 2004    | Socorro              | LINEAR                                                 |
| 385139 | 2013 SW86              | 31 d'agost de 2002     | Kitt Peak            | Spacewatch                                             |
| 385140 | 2013 SX86              | 28 de novembre de 2005 | Catalina             | CSS                                                    |
| 385141 | 2013 TG3               | 2 de desembre de 2004  | Kitt Peak            | Spacewatch                                             |
| 385142 | 2013 TO3               | 20 d'abril de 2007     | Mount Lemmon         | Mt. Lemmon Survey                                      |
| 385143 | 2013 TT7               | 13 de març de 1999     | Kitt Peak            | Spacewatch                                             |
| 385144 | 2013 TY13              | 24 de novembre de 2000 | Anderson Mesa        | LONEOS                                                 |
| 385145 | 2013 TD19              | 16 d'agost de 2002     | Kitt Peak            | Spacewatch                                             |
| 385146 | 2013 TV24              | 3 de setembre de 2008  | Kitt Peak            | Spacewatch                                             |
| 385147 | 2013 TP26              | 17 de novembre de 2006 | Mount Lemmon         | Mt. Lemmon Survey                                      |
| 385148 | 2013 TA32              | 31 de gener de 2004    | Kitt Peak            | Spacewatch                                             |
| 385149 | 2013 TP35              | 31 de gener de 2006    | Siding Spring        | Siding Spring Survey                                   |
| 385150 | 2013 TS38              | 3 de juliol de 2008    | Catalina             | CSS                                                    |
| 385151 | 2013 TQ45              | 22 de maig de 2006     | Kitt Peak            | Spacewatch                                             |
| 385152 | 2013 TF49              | 15 de març de 2004     | Kitt Peak            | Spacewatch                                             |
| 385153 | 2013 TV49              | 9 de juliol de 2005    | Kitt Peak            | Spacewatch                                             |
| 385154 | 2013 TR89              | 17 de setembre de 2006 | Catalina             | CSS                                                    |
| 385155 | 2013 TE90              | 10 d'octubre de 2004   | Kitt Peak            | Spacewatch                                             |
| 385156 | 2013 TM92              | 1 d'octubre de 2000    | Socorro              | LINEAR                                                 |
| 385157 | 2013 TX94              | 3 de novembre de 2004  | Kitt Peak            | Spacewatch                                             |
| 385158 | 2013 TP120             | 13 de març de 2007     | Mount Lemmon         | Mt. Lemmon Survey                                      |
| 385159 | 2013 TR130             | 10 d'abril de 2005     | Mount Lemmon         | Mt. Lemmon Survey                                      |
| 385160 | 2013 UW4               | 27 de desembre de 2005 | Mount Lemmon         | Mt. Lemmon Survey                                      |
| 385161 | 2013 UV5               | 5 de setembre de 2008  | Kitt Peak            | Spacewatch                                             |
| 385162 | 2013 UH11              | 27 de juliol de 2009   | Kitt Peak            | Spacewatch                                             |
| 385163 | 2013 UN12              | 6 de novembre de 1999  | Catalina             | CSS                                                    |
| 385164 | 2013 UT12              | 19 d'abril de 2007     | Mount Lemmon         | Mt. Lemmon Survey                                      |
| 385165 | 2013 VM                | 21 de novembre de 2009 | Catalina             | CSS                                                    |
| 385166 | 2013 VA1               | 17 de juny de 1998     | Kitt Peak            | Spacewatch                                             |
| 385167 | 2013 VF5               | 6 de novembre de 2005  | Catalina             | CSS                                                    |
| 385168 | 2013 VN8               | 10 de maig de 2005     | Kitt Peak            | Spacewatch                                             |
| 385169 | 2013 VR8               | 18 de setembre de 2003 | Kitt Peak            | Spacewatch                                             |
| 385170 | 2013 VL11              | 19 de desembre de 2003 | Socorro              | LINEAR                                                 |
| 385171 | 2013 VD16              | 5 de desembre de 2002  | Socorro              | LINEAR                                                 |
| 385172 | 2013 VD18              | 1 de desembre de 2003  | Kitt Peak            | Spacewatch                                             |
| 385173 | 2013 VH18              | 27 d'octubre de 2005   | Kitt Peak            | Spacewatch                                             |
| 385174 | 2013 WL2               | 14 de març de 2010     | WISE                 | WISE                                                   |
| 385175 | 2013 WU3               | 7 de maig de 2007      | Kitt Peak            | Spacewatch                                             |
| 385176 | 2013 WU5               | 2 de desembre de 2008  | Mount Lemmon         | Mt. Lemmon Survey                                      |
| 385177 | 2013 WB12              | 3 de juny de 2008      | Kitt Peak            | Spacewatch                                             |
| 385178 | 2013 WX28              | 13 de setembre de 2007 | Mount Lemmon         | Mt. Lemmon Survey                                      |
| 385179 | 2013 WK45              | 11 de setembre de 2005 | Kitt Peak            | Spacewatch                                             |
| 385180 | 2013 WH53              | 10 de desembre de 2004 | Socorro              | LINEAR                                                 |
| 385181 | 2013 WE56              | 21 d'agost de 2000     | Anderson Mesa        | LONEOS                                                 |
| 385182 | 2013 WX65              | 30 de juliol de 2008   | Mount Lemmon         | Mt. Lemmon Survey                                      |
| 385183 | 2013 XH                | 13 d'octubre de 2005   | Kitt Peak            | Spacewatch                                             |
| 385184 | 4119 T-3               | 16 d'octubre de 1977   | Palomar              | C. J. van Houten, I. van Houten-Groeneveld, T. Gehrels |
| 385185 | 1993 RO                | 14 de setembre de 1993 | Mauna Kea            | D. C. Jewitt, J. X. Luu                                |
| 385186 | 1994 AW1               | 11 de gener de 1994    | Palomar              | K. J. Lawrence, E. F. Helin                            |
| 385187 | 1995 SL19              | 18 de setembre de 1995 | Kitt Peak            | Spacewatch                                             |
| 385188 | 1995 ST49              | 25 de setembre de 1995 | Kitt Peak            | Spacewatch                                             |
| 385189 | 1996 BZ11              | 16 de gener de 1996    | Kitt Peak            | Spacewatch                                             |
| 385190 | 1996 XK2               | 4 de desembre de 1996  | Prescott             | P. G. Comba                                            |
| 385191 | 1997 RT5               | 7 de setembre de 1997  | Palomar              | P. Nicholson, B. Gladman, J. A. Burns                  |
| 385192 | 1997 TR12              | 2 d'octubre de 1997    | Kitt Peak            | Spacewatch                                             |
| 385193 | 1998 BT3               | 18 de gener de 1998    | Kitt Peak            | Spacewatch                                             |
| 385194 | 1998 KG62              | 29 de maig de 1998     | Cerro Tololo         | G. Bernstein                                           |
| 385195 | 1999 FW76              | 20 de març de 1999     | Apache Point         | Sloan Digital Sky Survey                               |
| 385196 | 1999 FL89              | 21 de març de 1999     | Apache Point         | Sloan Digital Sky Survey                               |
| 385197 | 1999 KV5               | 17 de maig de 1999     | Kitt Peak            | Spacewatch                                             |
| 385198 | 1999 NO37              | 14 de juliol de 1999   | Socorro              | LINEAR                                                 |
| 385199 | 1999 OE4               | 20 de juliol de 1999   | Mauna Kea            | Mauna Kea                                              |
| 385200 | 1999 RB25              | 7 de setembre de 1999  | Socorro              | LINEAR                                                 |

## 385201-385300
| Nom    | Designació provisional | Data de descobriment   | Lloc de descobriment | Descobridor/s                           |
| ------ | ---------------------- | ---------------------- | -------------------- | --------------------------------------- |
| 385201 | 1999 RN215             | 7 de setembre de 1999  | Mauna Kea            | D. C. Jewitt, J. X. Luu, C. A. Trujillo |
| 385202 | 1999 RJ246             | 7 de setembre de 1999  | Anderson Mesa        | LONEOS                                  |
| 385203 | 1999 SO15              | 30 de setembre de 1999 | Catalina             | CSS                                     |
| 385204 | 1999 SY23              | 30 de setembre de 1999 | Kitt Peak            | Spacewatch                              |
| 385205 | 1999 SU28              | 21 de setembre de 1999 | Uccle                | T. Pauwels                              |
| 385206 | 1999 TM10              | 11 d'octubre de 1999   | Prescott             | P. G. Comba                             |
| 385207 | 1999 TY45              | 3 d'octubre de 1999    | Kitt Peak            | Spacewatch                              |
| 385208 | 1999 TS110             | 4 d'octubre de 1999    | Socorro              | LINEAR                                  |
| 385209 | 1999 TN141             | 6 d'octubre de 1999    | Socorro              | LINEAR                                  |
| 385210 | 1999 TD146             | 7 d'octubre de 1999    | Socorro              | LINEAR                                  |
| 385211 | 1999 TG212             | 15 d'octubre de 1999   | Socorro              | LINEAR                                  |
| 385212 | 1999 TA250             | 9 d'octubre de 1999    | Catalina             | CSS                                     |
| 385213 | 1999 VN152             | 10 de novembre de 1999 | Kitt Peak            | Spacewatch                              |
| 385214 | 1999 VW166             | 14 de novembre de 1999 | Socorro              | LINEAR                                  |
| 385215 | 2000 AR92              | 2 de gener de 2000     | Socorro              | LINEAR                                  |
| 385216 | 2000 DB9               | 26 de febrer de 2000   | Kitt Peak            | Spacewatch                              |
| 385217 | 2000 DF17              | 29 de febrer de 2000   | Socorro              | LINEAR                                  |
| 385218 | 2000 DS32              | 29 de febrer de 2000   | Socorro              | LINEAR                                  |
| 385219 | 2000 DB41              | 29 de febrer de 2000   | Socorro              | LINEAR                                  |
| 385220 | 2000 DM57              | 29 de febrer de 2000   | Socorro              | LINEAR                                  |
| 385221 | 2000 DT88              | 25 de febrer de 2000   | Kitt Peak            | Spacewatch                              |
| 385222 | 2000 DR90              | 27 de febrer de 2000   | Kitt Peak            | Spacewatch                              |
| 385223 | 2000 EJ176             | 3 de març de 2000      | Kitt Peak            | Spacewatch                              |
| 385224 | 2000 FE10              | 30 de març de 2000     | Kitt Peak            | Spacewatch                              |
| 385225 | 2000 GE121             | 5 d'abril de 2000      | Kitt Peak            | Spacewatch                              |
| 385226 | 2000 GH153             | 6 d'abril de 2000      | Anderson Mesa        | LONEOS                                  |
| 385227 | 2000 JV67              | 6 de maig de 2000      | Kitt Peak            | Spacewatch                              |
| 385228 | 2000 KV33              | 29 de maig de 2000     | Prescott             | P. G. Comba                             |
| 385229 | 2000 PK18              | 1 d'agost de 2000      | Socorro              | LINEAR                                  |
| 385230 | 2000 QO109             | 31 d'agost de 2000     | Kitt Peak            | Spacewatch                              |
| 385231 | 2000 QQ117             | 31 d'agost de 2000     | Socorro              | LINEAR                                  |
| 385232 | 2000 QQ227             | 31 d'agost de 2000     | Socorro              | LINEAR                                  |
| 385233 | 2000 SZ183             | 20 de setembre de 2000 | Haleakala            | NEAT                                    |
| 385234 | 2000 SK213             | 25 de setembre de 2000 | Socorro              | LINEAR                                  |
| 385235 | 2000 SA216             | 26 de setembre de 2000 | Socorro              | LINEAR                                  |
| 385236 | 2000 SF258             | 24 de setembre de 2000 | Socorro              | LINEAR                                  |
| 385237 | 2000 SQ281             | 23 de setembre de 2000 | Socorro              | LINEAR                                  |
| 385238 | 2000 SX286             | 26 de setembre de 2000 | Socorro              | LINEAR                                  |
| 385239 | 2000 SG289             | 27 de setembre de 2000 | Socorro              | LINEAR                                  |
| 385240 | 2000 SW363             | 20 de setembre de 2000 | Socorro              | LINEAR                                  |
| 385241 | 2000 UE65              | 25 d'octubre de 2000   | Socorro              | LINEAR                                  |
| 385242 | 2000 UZ89              | 31 d'octubre de 2000   | Socorro              | LINEAR                                  |
| 385243 | 2000 VW45              | 2 de novembre de 2000  | Socorro              | LINEAR                                  |
| 385244 | 2000 WQ                | 16 de novembre de 2000 | Socorro              | LINEAR                                  |
| 385245 | 2000 WK2               | 16 de novembre de 2000 | Socorro              | LINEAR                                  |
| 385246 | 2000 WS150             | 19 de novembre de 2000 | Socorro              | LINEAR                                  |
| 385247 | 2000 YD67              | 26 de desembre de 2000 | Haleakala            | NEAT                                    |
| 385248 | 2001 BH79              | 4 de gener de 2001     | Kitt Peak            | Spacewatch                              |
| 385249 | 2001 CU43              | 15 de febrer de 2001   | Socorro              | LINEAR                                  |
| 385250 | 2001 DH47              | 20 de febrer de 2001   | Socorro              | LINEAR                                  |
| 385251 | 2001 DD82              | 22 de febrer de 2001   | Kitt Peak            | Spacewatch                              |
| 385252 | 2001 EB18              | 1 de març de 2001      | Socorro              | LINEAR                                  |
| 385253 | 2001 FM128             | 29 de març de 2001     | Anderson Mesa        | LONEOS                                  |
| 385254 | 2001 FO188             | 16 de març de 2001     | Socorro              | LINEAR                                  |
| 385255 | 2001 KC79              | 22 de maig de 2001     | Cerro Tololo         | Cerro Tololo                            |
| 385256 | 2001 OU3               | 18 de juliol de 2001   | Palomar              | NEAT                                    |
| 385257 | 2001 OS33              | 19 de juliol de 2001   | Palomar              | NEAT                                    |
| 385258 | 2001 ON43              | 22 de juliol de 2001   | Palomar              | NEAT                                    |
| 385259 | 2001 PP9               | 12 d'agost de 2001     | Ondřejov             | P. Kušnirák                             |
| 385260 | 2001 QK112             | 25 d'agost de 2001     | Socorro              | LINEAR                                  |
| 385261 | 2001 QS158             | 23 d'agost de 2001     | Anderson Mesa        | LONEOS                                  |
| 385262 | 2001 QT162             | 23 d'agost de 2001     | Anderson Mesa        | LONEOS                                  |
| 385263 | 2001 QB190             | 22 d'agost de 2001     | Socorro              | LINEAR                                  |
| 385264 | 2001 QX202             | 23 d'agost de 2001     | Anderson Mesa        | LONEOS                                  |
| 385265 | 2001 QC205             | 23 d'agost de 2001     | Anderson Mesa        | LONEOS                                  |
| 385266 | 2001 QB298             | 20 d'agost de 2001     | Cerro Tololo         | M. W. Buie                              |
| 385267 | 2001 QS330             | 27 d'agost de 2001     | Anderson Mesa        | LONEOS                                  |
| 385268 | 2001 RC12              | 10 de setembre de 2001 | Socorro              | LINEAR                                  |
| 385269 | 2001 RU38              | 9 de setembre de 2001  | Socorro              | LINEAR                                  |
| 385270 | 2001 RV107             | 12 de setembre de 2001 | Socorro              | LINEAR                                  |
| 385271 | 2001 RT124             | 12 de setembre de 2001 | Socorro              | LINEAR                                  |
| 385272 | 2001 RH130             | 12 de setembre de 2001 | Socorro              | LINEAR                                  |
| 385273 | 2001 SR102             | 20 de setembre de 2001 | Socorro              | LINEAR                                  |
| 385274 | 2001 SV127             | 16 de setembre de 2001 | Socorro              | LINEAR                                  |
| 385275 | 2001 SY136             | 16 de setembre de 2001 | Socorro              | LINEAR                                  |
| 385276 | 2001 ST211             | 19 de setembre de 2001 | Socorro              | LINEAR                                  |
| 385277 | 2001 SM214             | 19 de setembre de 2001 | Socorro              | LINEAR                                  |
| 385278 | 2001 SC218             | 19 de setembre de 2001 | Socorro              | LINEAR                                  |
| 385279 | 2001 SD221             | 19 de setembre de 2001 | Socorro              | LINEAR                                  |
| 385280 | 2001 SO225             | 19 de setembre de 2001 | Socorro              | LINEAR                                  |
| 385281 | 2001 SA247             | 19 de setembre de 2001 | Socorro              | LINEAR                                  |
| 385282 | 2001 SB252             | 19 de setembre de 2001 | Socorro              | LINEAR                                  |
| 385283 | 2001 SS262             | 24 de setembre de 2001 | Socorro              | LINEAR                                  |
| 385284 | 2001 SA274             | 20 de setembre de 2001 | Kitt Peak            | Spacewatch                              |
| 385285 | 2001 SN350             | 23 de setembre de 2001 | Kitt Peak            | Spacewatch                              |
| 385286 | 2001 SA355             | 20 de setembre de 2001 | Anderson Mesa        | LONEOS                                  |
| 385287 | 2001 TY26              | 14 d'octubre de 2001   | Socorro              | LINEAR                                  |
| 385288 | 2001 TP84              | 14 d'octubre de 2001   | Socorro              | LINEAR                                  |
| 385289 | 2001 TH99              | 19 de setembre de 2001 | Kitt Peak            | Spacewatch                              |
| 385290 | 2001 TC137             | 14 d'octubre de 2001   | Palomar              | NEAT                                    |
| 385291 | 2001 TM159             | 11 d'octubre de 2001   | Palomar              | NEAT                                    |
| 385292 | 2001 TJ170             | 13 d'octubre de 2001   | Palomar              | NEAT                                    |
| 385293 | 2001 TO235             | 26 d'agost de 2001     | Anderson Mesa        | LONEOS                                  |
| 385294 | 2001 UN77              | 17 d'octubre de 2001   | Socorro              | LINEAR                                  |
| 385295 | 2001 UY86              | 18 d'octubre de 2001   | Kitt Peak            | Spacewatch                              |
| 385296 | 2001 UA129             | 20 d'octubre de 2001   | Socorro              | LINEAR                                  |
| 385297 | 2001 UY139             | 23 d'octubre de 2001   | Socorro              | LINEAR                                  |
| 385298 | 2001 UP174             | 18 d'octubre de 2001   | Palomar              | NEAT                                    |
| 385299 | 2001 UA181             | 25 d'octubre de 2001   | Palomar              | NEAT                                    |
| 385300 | 2001 UB221             | 21 d'octubre de 2001   | Socorro              | LINEAR                                  |

## 385301-385400
| Nom    | Designació provisional | Data de descobriment   | Lloc de descobriment | Descobridor/s            |
| ------ | ---------------------- | ---------------------- | -------------------- | ------------------------ |
| 385301 | 2001 UU226             | 16 d'octubre de 2001   | Palomar              | NEAT                     |
| 385302 | 2001 UQ228             | 16 d'octubre de 2001   | Palomar              | NEAT                     |
| 385303 | 2001 VQ49              | 10 de novembre de 2001 | Socorro              | LINEAR                   |
| 385304 | 2001 VU71              | 12 de novembre de 2001 | Socorro              | LINEAR                   |
| 385305 | 2001 VK73              | 24 d'octubre de 2001   | Socorro              | LINEAR                   |
| 385306 | 2001 VJ89              | 12 de novembre de 2001 | Socorro              | LINEAR                   |
| 385307 | 2001 VQ112             | 12 de novembre de 2001 | Socorro              | LINEAR                   |
| 385308 | 2001 VO130             | 11 de novembre de 2001 | Apache Point         | Sloan Digital Sky Survey |
| 385309 | 2001 WF16              | 17 de novembre de 2001 | Socorro              | LINEAR                   |
| 385310 | 2001 XS122             | 14 de desembre de 2001 | Socorro              | LINEAR                   |
| 385311 | 2001 XP200             | 15 de desembre de 2001 | Socorro              | LINEAR                   |
| 385312 | 2001 XA232             | 15 de desembre de 2001 | Socorro              | LINEAR                   |
| 385313 | 2001 XV244             | 15 de desembre de 2001 | Socorro              | LINEAR                   |
| 385314 | 2001 YH28              | 18 de desembre de 2001 | Socorro              | LINEAR                   |
| 385315 | 2001 YC62              | 18 de desembre de 2001 | Socorro              | LINEAR                   |
| 385316 | 2001 YY66              | 18 de desembre de 2001 | Socorro              | LINEAR                   |
| 385317 | 2001 YT76              | 18 de desembre de 2001 | Socorro              | LINEAR                   |
| 385318 | 2001 YT138             | 18 de desembre de 2001 | Kitt Peak            | Spacewatch               |
| 385319 | 2001 YM149             | 19 de desembre de 2001 | Palomar              | NEAT                     |
| 385320 | 2002 AL66              | 12 de gener de 2002    | Socorro              | LINEAR                   |
| 385321 | 2002 AX141             | 14 de desembre de 2001 | Kitt Peak            | Spacewatch               |
| 385322 | 2002 AE177             | 14 de gener de 2002    | Socorro              | LINEAR                   |
| 385323 | 2002 CH4               | 6 de febrer de 2002    | Socorro              | LINEAR                   |
| 385324 | 2002 CJ5               | 4 de febrer de 2002    | Palomar              | NEAT                     |
| 385325 | 2002 CK25              | 8 de febrer de 2002    | Socorro              | LINEAR                   |
| 385326 | 2002 CK41              | 7 de febrer de 2002    | Palomar              | NEAT                     |
| 385327 | 2002 CK58              | 9 de febrer de 2002    | Kitt Peak            | Spacewatch               |
| 385328 | 2002 CF188             | 10 de febrer de 2002   | Socorro              | LINEAR                   |
| 385329 | 2002 CQ245             | 13 de febrer de 2002   | Kitt Peak            | Spacewatch               |
| 385330 | 2002 CL269             | 7 de febrer de 2002    | Kitt Peak            | M. W. Buie               |
| 385331 | 2002 CJ316             | 7 de febrer de 2002    | Palomar              | NEAT                     |
| 385332 | 2002 FA26              | 19 de març de 2002     | Palomar              | NEAT                     |
| 385333 | 2002 GH6               | 13 d'abril de 2002     | Palomar              | NEAT                     |
| 385334 | 2002 GA106             | 11 d'abril de 2002     | Anderson Mesa        | LONEOS                   |
| 385335 | 2002 GS128             | 12 d'abril de 2002     | Socorro              | LINEAR                   |
| 385336 | 2002 GX145             | 12 d'abril de 2002     | Socorro              | LINEAR                   |
| 385337 | 2002 GH182             | 5 d'abril de 2002      | Palomar              | NEAT                     |
| 385338 | 2002 JJ10              | 6 de maig de 2002      | Socorro              | LINEAR                   |
| 385339 | 2002 JH44              | 9 de maig de 2002      | Socorro              | LINEAR                   |
| 385340 | 2002 JZ115             | 11 de maig de 2002     | La Palma             | La Palma                 |
| 385341 | 2002 JW121             | 5 de maig de 2002      | Palomar              | NEAT                     |
| 385342 | 2002 LL                | 1 de juny de 2002      | Socorro              | LINEAR                   |
| 385343 | 2002 LV                | 1 de juny de 2002      | Socorro              | LINEAR                   |
| 385344 | 2002 NT66              | 9 de juliol de 2002    | Palomar              | NEAT                     |
| 385345 | 2002 NW72              | 8 de juliol de 2002    | Palomar              | NEAT                     |
| 385346 | 2002 OT8               | 19 de juliol de 2002   | Palomar              | NEAT                     |
| 385347 | 2002 OA29              | 29 de juliol de 2002   | Palomar              | NEAT                     |
| 385348 | 2002 OG33              | 18 de juliol de 2002   | Palomar              | NEAT                     |
| 385349 | 2002 OK34              | 22 de juliol de 2002   | Palomar              | NEAT                     |
| 385350 | 2002 PT9               | 5 d'agost de 2002      | Palomar              | NEAT                     |
| 385351 | 2002 PM29              | 6 d'agost de 2002      | Palomar              | NEAT                     |
| 385352 | 2002 PF36              | 6 d'agost de 2002      | Palomar              | NEAT                     |
| 385353 | 2002 PZ46              | 10 d'agost de 2002     | Socorro              | LINEAR                   |
| 385354 | 2002 PM80              | 10 d'agost de 2002     | Socorro              | LINEAR                   |
| 385355 | 2002 PQ87              | 14 d'agost de 2002     | Socorro              | LINEAR                   |
| 385356 | 2002 PC96              | 14 d'agost de 2002     | Socorro              | LINEAR                   |
| 385357 | 2002 PJ129             | 15 d'agost de 2002     | Anderson Mesa        | LONEOS                   |
| 385358 | 2002 PO138             | 8 d'agost de 2002      | Palomar              | NEAT                     |
| 385359 | 2002 PZ141             | 14 d'agost de 2002     | Socorro              | LINEAR                   |
| 385360 | 2002 PW154             | 12 d'agost de 2002     | Cerro Tololo         | M. W. Buie               |
| 385361 | 2002 PB169             | 8 d'agost de 2002      | Palomar              | NEAT                     |
| 385362 | 2002 PT170             | 5 d'agost de 2002      | Mauna Kea            | Mauna Kea                |
| 385363 | 2002 PW170             | 5 d'agost de 2002      | Mauna Kea            | Mauna Kea                |
| 385364 | 2002 PX173             | 8 d'agost de 2002      | Palomar              | NEAT                     |
| 385365 | 2002 PU174             | 15 d'agost de 2002     | Palomar              | NEAT                     |
| 385366 | 2002 PH175             | 11 d'agost de 2002     | Palomar              | NEAT                     |
| 385367 | 2002 PE176             | 7 d'agost de 2002      | Palomar              | NEAT                     |
| 385368 | 2002 PF179             | 12 d'agost de 2002     | Socorro              | LINEAR                   |
| 385369 | 2002 PK179             | 8 d'agost de 2002      | Palomar              | NEAT                     |
| 385370 | 2002 QM13              | 26 d'agost de 2002     | Palomar              | NEAT                     |
| 385371 | 2002 QS16              | 27 d'agost de 2002     | Palomar              | NEAT                     |
| 385372 | 2002 QJ19              | 26 d'agost de 2002     | Palomar              | NEAT                     |
| 385373 | 2002 QK72              | 17 d'agost de 2002     | Palomar              | NEAT                     |
| 385374 | 2002 QM119             | 30 d'agost de 2002     | Palomar              | NEAT                     |
| 385375 | 2002 QT124             | 17 d'agost de 2002     | Palomar              | NEAT                     |
| 385376 | 2002 RE8               | 3 de setembre de 2002  | Haleakala            | NEAT                     |
| 385377 | 2002 RJ8               | 3 de setembre de 2002  | Haleakala            | NEAT                     |
| 385378 | 2002 RV34              | 4 de setembre de 2002  | Anderson Mesa        | LONEOS                   |
| 385379 | 2002 RN58              | 5 de setembre de 2002  | Anderson Mesa        | LONEOS                   |
| 385380 | 2002 RN112             | 5 de setembre de 2002  | Socorro              | LINEAR                   |
| 385381 | 2002 RT125             | 5 de setembre de 2002  | Socorro              | LINEAR                   |
| 385382 | 2002 RQ236             | 15 de setembre de 2002 | Palomar              | R. Matson                |
| 385383 | 2002 RK283             | 8 de setembre de 2002  | Haleakala            | NEAT                     |
| 385384 | 2002 SW2               | 27 de setembre de 2002 | Palomar              | NEAT                     |
| 385385 | 2002 ST72              | 16 de setembre de 2002 | Palomar              | NEAT                     |
| 385386 | 2002 TH11              | 1 d'octubre de 2002    | Anderson Mesa        | LONEOS                   |
| 385387 | 2002 TJ66              | 3 d'octubre de 2002    | Socorro              | LINEAR                   |
| 385388 | 2002 TR194             | 3 d'octubre de 2002    | Socorro              | LINEAR                   |
| 385389 | 2002 TT263             | 10 d'octubre de 2002   | Socorro              | LINEAR                   |
| 385390 | 2002 TU319             | 5 d'octubre de 2002    | Apache Point         | Sloan Digital Sky Survey |
| 385391 | 2002 TL378             | 15 d'octubre de 2002   | Palomar              | NEAT                     |
| 385392 | 2002 UF55              | 29 d'octubre de 2002   | Apache Point         | Sloan Digital Sky Survey |
| 385393 | 2002 VZ2               | 1 de novembre de 2002  | La Palma             | La Palma                 |
| 385394 | 2002 VZ8               | 1 de novembre de 2002  | Palomar              | NEAT                     |
| 385395 | 2002 VO14              | 6 de novembre de 2002  | Socorro              | LINEAR                   |
| 385396 | 2002 VR24              | 5 de novembre de 2002  | Socorro              | LINEAR                   |
| 385397 | 2002 VQ26              | 5 de novembre de 2002  | Socorro              | LINEAR                   |
| 385398 | 2002 VR30              | 5 de novembre de 2002  | Socorro              | LINEAR                   |
| 385399 | 2002 VK66              | 6 de novembre de 2002  | Socorro              | LINEAR                   |
| 385400 | 2002 VF124             | 14 de novembre de 2002 | Socorro              | LINEAR                   |

## 385401-385500
| Nom            | Designació provisional | Data de descobriment   | Lloc de descobriment | Descobridor/s            |
| -------------- | ---------------------- | ---------------------- | -------------------- | ------------------------ |
| 385401         | 2002 VF127             | 14 de novembre de 2002 | Socorro              | LINEAR                   |
| 385402         | 2002 WZ2               | 23 de novembre de 2002 | Palomar              | NEAT                     |
| 385403         | 2002 WE10              | 24 de novembre de 2002 | Palomar              | NEAT                     |
| 385404         | 2002 WM30              | 24 de novembre de 2002 | Palomar              | NEAT                     |
| 385405         | 2002 XA7               | 2 de desembre de 2002  | Socorro              | LINEAR                   |
| 385406         | 2002 XP34              | 6 de desembre de 2002  | Socorro              | LINEAR                   |
| 385407         | 2002 XY54              | 10 de desembre de 2002 | Palomar              | NEAT                     |
| 385408         | 2002 XW64              | 11 de desembre de 2002 | Socorro              | LINEAR                   |
| 385409         | 2002 XO66              | 10 de desembre de 2002 | Socorro              | LINEAR                   |
| 385410         | 2002 XF119             | 10 de desembre de 2002 | Palomar              | NEAT                     |
| 385411         | 2002 YH19              | 31 de desembre de 2002 | Socorro              | LINEAR                   |
| 385412         | 2003 AQ16              | 5 de gener de 2003     | Socorro              | LINEAR                   |
| 385413         | 2003 AS71              | 10 de gener de 2003    | Socorro              | LINEAR                   |
| 385414         | 2003 AE73              | 11 de gener de 2003    | Socorro              | LINEAR                   |
| 385415         | 2003 AL79              | 11 de gener de 2003    | Kitt Peak            | Spacewatch               |
| 385416         | 2003 AF85              | 8 de gener de 2003     | Socorro              | LINEAR                   |
| 385417         | 2003 BB47              | 29 de gener de 2003    | Palomar              | NEAT                     |
| 385418         | 2003 BV63              | 28 de gener de 2003    | Palomar              | NEAT                     |
| 385419         | 2003 BK66              | 30 de gener de 2003    | Anderson Mesa        | LONEOS                   |
| 385420         | 2003 CT21              | 2 de febrer de 2003    | Socorro              | LINEAR                   |
| 385421         | 2003 CL26              | 11 de febrer de 2003   | Haleakala            | NEAT                     |
| 385422         | 2003 DF4               | 21 de febrer de 2003   | Palomar              | NEAT                     |
| 385423         | 2003 DE6               | 23 de febrer de 2003   | Palomar              | NEAT                     |
| 385424         | 2003 DU6               | 23 de febrer de 2003   | Črni Vrh             | H. Mikuž                 |
| 385425         | 2003 DA10              | 23 de febrer de 2003   | Socorro              | LINEAR                   |
| 385426         | 2003 EV6               | 31 de gener de 2003    | Socorro              | LINEAR                   |
| 385427         | 2003 ER46              | 8 de març de 2003      | Socorro              | LINEAR                   |
| 385428         | 2003 EU47              | 9 de març de 2003      | Anderson Mesa        | LONEOS                   |
| 385429         | 2003 EP58              | 10 de març de 2003     | Anderson Mesa        | LONEOS                   |
| 385430         | 2003 EP62              | 11 de març de 2003     | Kitt Peak            | Spacewatch               |
| 385431         | 2003 FA4               | 25 de març de 2003     | Haleakala            | NEAT                     |
| 385432         | 2003 FF13              | 7 de març de 2003      | Anderson Mesa        | LONEOS                   |
| 385433         | 2003 FR56              | 26 de març de 2003     | Palomar              | NEAT                     |
| 385434         | 2003 FZ62              | 26 de març de 2003     | Palomar              | NEAT                     |
| 385435         | 2003 FA131             | 22 de març de 2003     | Palomar              | NEAT                     |
| 385436         | 2003 FQ133             | 27 de març de 2003     | Kitt Peak            | Spacewatch               |
| 385437         | 2003 GH55              | 1 d'abril de 2003      | Cerro Tololo         | Deep Lens Survey         |
| 385438         | 2003 HQ3               | 24 d'abril de 2003     | Anderson Mesa        | LONEOS                   |
| 385439         | 2003 HS25              | 25 d'abril de 2003     | Kitt Peak            | Spacewatch               |
| 385440         | 2003 MC6               | 26 de juny de 2003     | Socorro              | LINEAR                   |
| 385441         | 2003 OG5               | 22 de juliol de 2003   | Haleakala            | NEAT                     |
| 385442         | 2003 OM6               | 22 de juliol de 2003   | Campo Imperatore     | CINEOS                   |
| 385443         | 2003 QX7               | 21 d'agost de 2003     | Palomar              | NEAT                     |
| 385444         | 2003 QU26              | 22 d'agost de 2003     | Haleakala            | NEAT                     |
| 385445         | 2003 QH91              | 24 d'agost de 2003     | Cerro Tololo         | M. W. Buie               |
| 385446 - Manwë | 2003 QW111             | 25 d'agost de 2003     | Cerro Tololo         | M. W. Buie               |
| 385447         | 2003 QF113             | 25 d'agost de 2003     | Cerro Tololo         | M. W. Buie               |
| 385448         | 2003 QC115             | 23 d'agost de 2003     | Socorro              | LINEAR                   |
| 385449         | 2003 SO23              | 17 de setembre de 2003 | Kitt Peak            | Spacewatch               |
| 385450         | 2003 SN26              | 17 de setembre de 2003 | Haleakala            | NEAT                     |
| 385451         | 2003 SD53              | 19 de setembre de 2003 | Palomar              | NEAT                     |
| 385452         | 2003 SD64              | 17 de setembre de 2003 | Campo Imperatore     | CINEOS                   |
| 385453         | 2003 SS91              | 18 de setembre de 2003 | Socorro              | LINEAR                   |
| 385454         | 2003 SP168             | 23 de setembre de 2003 | Haleakala            | NEAT                     |
| 385455         | 2003 SW236             | 19 de setembre de 2003 | Campo Imperatore     | CINEOS                   |
| 385456         | 2003 SC279             | 30 de setembre de 2003 | Kitt Peak            | Spacewatch               |
| 385457         | 2003 ST285             | 20 de setembre de 2003 | Kitt Peak            | Spacewatch               |
| 385458         | 2003 SP317             | 25 de setembre de 2003 | Mauna Kea            | Mauna Kea                |
| 385459         | 2003 SG332             | 28 de setembre de 2003 | Socorro              | LINEAR                   |
| 385460         | 2003 SR348             | 18 de setembre de 2003 | Kitt Peak            | Spacewatch               |
| 385461         | 2003 SY379             | 26 de setembre de 2003 | Apache Point         | Sloan Digital Sky Survey |
| 385462         | 2003 TY3               | 2 d'octubre de 2003    | Kitt Peak            | Spacewatch               |
| 385463         | 2003 TG8               | 2 d'octubre de 2003    | Kitt Peak            | Spacewatch               |
| 385464         | 2003 TQ16              | 14 d'octubre de 2003   | Anderson Mesa        | LONEOS                   |
| 385465         | 2003 UF35              | 1 d'octubre de 2003    | Kitt Peak            | Spacewatch               |
| 385466         | 2003 UO40              | 22 de setembre de 2003 | Kitt Peak            | Spacewatch               |
| 385467         | 2003 UD74              | 16 d'octubre de 2003   | Palomar              | NEAT                     |
| 385468         | 2003 UF108             | 19 d'octubre de 2003   | Kitt Peak            | Spacewatch               |
| 385469         | 2003 UE130             | 18 d'octubre de 2003   | Palomar              | NEAT                     |
| 385470         | 2003 UT140             | 28 de setembre de 2003 | Anderson Mesa        | LONEOS                   |
| 385471         | 2003 UD188             | 18 d'octubre de 2003   | Anderson Mesa        | LONEOS                   |
| 385472         | 2003 UP193             | 20 d'octubre de 2003   | Socorro              | LINEAR                   |
| 385473         | 2003 UJ230             | 23 d'octubre de 2003   | Kitt Peak            | Spacewatch               |
| 385474         | 2003 UC281             | 28 d'octubre de 2003   | Socorro              | LINEAR                   |
| 385475         | 2003 UL288             | 23 d'octubre de 2003   | Kitt Peak            | M. W. Buie               |
| 385476         | 2003 UC331             | 18 d'octubre de 2003   | Apache Point         | Sloan Digital Sky Survey |
| 385477         | 2003 VH3               | 15 de novembre de 2003 | Kitt Peak            | Spacewatch               |
| 385478         | 2003 WS8               | 16 de novembre de 2003 | Kitt Peak            | Spacewatch               |
| 385479         | 2003 WE10              | 18 de novembre de 2003 | Kitt Peak            | Spacewatch               |
| 385480         | 2003 WE16              | 23 d'octubre de 2003   | Kitt Peak            | Spacewatch               |
| 385481         | 2003 WL45              | 19 de novembre de 2003 | Palomar              | NEAT                     |
| 385482         | 2003 WK81              | 20 de novembre de 2003 | Socorro              | LINEAR                   |
| 385483         | 2003 WF84              | 21 de novembre de 2003 | Kitt Peak            | Spacewatch               |
| 385484         | 2003 WB122             | 20 de novembre de 2003 | Socorro              | LINEAR                   |
| 385485         | 2003 WJ122             | 23 d'octubre de 2003   | Kitt Peak            | Spacewatch               |
| 385486         | 2003 WP178             | 20 de novembre de 2003 | Kitt Peak            | M. W. Buie               |
| 385487         | 2003 YJ44              | 19 de desembre de 2003 | Kitt Peak            | Spacewatch               |
| 385488         | 2003 YK104             | 21 de desembre de 2003 | Kitt Peak            | Spacewatch               |
| 385489         | 2004 BE34              | 19 de gener de 2004    | Kitt Peak            | Spacewatch               |
| 385490         | 2004 BY97              | 27 de gener de 2004    | Kitt Peak            | Spacewatch               |
| 385491         | 2004 BD102             | 29 de gener de 2004    | Kitt Peak            | Spacewatch               |
| 385492         | 2004 CU39              | 13 de febrer de 2004   | Kitt Peak            | Spacewatch               |
| 385493         | 2004 CN49              | 14 de gener de 2002    | Kitt Peak            | Spacewatch               |
| 385494         | 2004 CO51              | 11 de febrer de 2004   | Palomar              | NEAT                     |
| 385495         | 2004 CX95              | 13 de febrer de 2004   | Kitt Peak            | Spacewatch               |
| 385496         | 2004 CF99              | 15 de febrer de 2004   | Socorro              | LINEAR                   |
| 385497         | 2004 DD                | 17 de febrer de 2004   | Kitt Peak            | Spacewatch               |
| 385498         | 2004 DP27              | 16 de febrer de 2004   | Catalina             | CSS                      |
| 385499         | 2004 DJ63              | 29 de febrer de 2004   | Kitt Peak            | Spacewatch               |
| 385500         | 2004 DA73              | 17 de febrer de 2004   | Kitt Peak            | Spacewatch               |

## 385501-385600
| Nom    | Designació provisional | Data de descobriment   | Lloc de descobriment | Descobridor/s                       |
| ------ | ---------------------- | ---------------------- | -------------------- | ----------------------------------- |
| 385501 | 2004 EZ24              | 15 de març de 2004     | Socorro              | LINEAR                              |
| 385502 | 2004 EG46              | 25 de febrer de 2004   | Socorro              | LINEAR                              |
| 385503 | 2004 EL47              | 15 de març de 2004     | Catalina             | CSS                                 |
| 385504 | 2004 ED48              | 15 de març de 2004     | Catalina             | CSS                                 |
| 385505 | 2004 EX48              | 15 de març de 2004     | Catalina             | CSS                                 |
| 385506 | 2004 EO112             | 15 de març de 2004     | Socorro              | LINEAR                              |
| 385507 | 2004 FZ31              | 17 de març de 2004     | Socorro              | LINEAR                              |
| 385508 | 2004 FT53              | 17 de març de 2004     | Kitt Peak            | Spacewatch                          |
| 385509 | 2004 FC81              | 16 de març de 2004     | Socorro              | LINEAR                              |
| 385510 | 2004 FB105             | 23 de març de 2004     | Kitt Peak            | Spacewatch                          |
| 385511 | 2004 FU124             | 27 de març de 2004     | Socorro              | LINEAR                              |
| 385512 | 2004 FP153             | 17 de març de 2004     | Kitt Peak            | Spacewatch                          |
| 385513 | 2004 GE54              | 13 d'abril de 2004     | Kitt Peak            | Spacewatch                          |
| 385514 | 2004 GY59              | 13 d'abril de 2004     | Kitt Peak            | Spacewatch                          |
| 385515 | 2004 GV88              | 14 d'abril de 2004     | Kitt Peak            | Spacewatch                          |
| 385516 | 2004 HC3               | 31 de març de 2004     | Kitt Peak            | Spacewatch                          |
| 385517 | 2004 HP20              | 19 d'abril de 2004     | Socorro              | LINEAR                              |
| 385518 | 2004 HP54              | 21 d'abril de 2004     | Catalina             | CSS                                 |
| 385519 | 2004 HO78              | 21 d'abril de 2004     | Kitt Peak            | Spacewatch                          |
| 385520 | 2004 JK8               | 12 de maig de 2004     | Catalina             | CSS                                 |
| 385521 | 2004 JR10              | 27 de maig de 1997     | Kitt Peak            | Spacewatch                          |
| 385522 | 2004 LH3               | 6 de juny de 2004      | Palomar              | NEAT                                |
| 385523 | 2004 LL14              | 11 de juny de 2004     | Socorro              | LINEAR                              |
| 385524 | 2004 MR8               | 29 de juny de 2004     | Siding Spring        | Siding Spring Survey                |
| 385525 | 2004 NZ1               | 9 de juliol de 2004    | Palomar              | NEAT                                |
| 385526 | 2004 OC                | 16 de juliol de 2004   | Socorro              | LINEAR                              |
| 385527 | 2004 OK14              | 17 de juliol de 2004   | Cerro Tololo         | M. W. Buie                          |
| 385528 | 2004 OR15              | 22 de juliol de 2004   | Mauna Kea            | Canada-France Ecliptic Plane Survey |
| 385529 | 2004 PT7               | 6 d'agost de 2004      | Palomar              | NEAT                                |
| 385530 | 2004 PQ26              | 8 d'agost de 2004      | Socorro              | LINEAR                              |
| 385531 | 2004 PX36              | 9 d'agost de 2004      | Socorro              | LINEAR                              |
| 385532 | 2004 PM64              | 10 d'agost de 2004     | Socorro              | LINEAR                              |
| 385533 | 2004 QD29              | 19 d'agost de 2004     | Mauna Kea            | B. Gladman                          |
| 385534 | 2004 RD5               | 4 de setembre de 2004  | Palomar              | NEAT                                |
| 385535 | 2004 RL24              | 8 de setembre de 2004  | Socorro              | LINEAR                              |
| 385536 | 2004 RP36              | 7 de setembre de 2004  | Socorro              | LINEAR                              |
| 385537 | 2004 RM42              | 8 de setembre de 2004  | Campo Imperatore     | CINEOS                              |
| 385538 | 2004 RJ63              | 8 de setembre de 2004  | Socorro              | LINEAR                              |
| 385539 | 2004 RP73              | 8 de setembre de 2004  | Socorro              | LINEAR                              |
| 385540 | 2004 RT145             | 9 de setembre de 2004  | Socorro              | LINEAR                              |
| 385541 | 2004 RF153             | 10 de setembre de 2004 | Socorro              | LINEAR                              |
| 385542 | 2004 RN179             | 10 de setembre de 2004 | Socorro              | LINEAR                              |
| 385543 | 2004 RU198             | 10 de setembre de 2004 | Socorro              | LINEAR                              |
| 385544 | 2004 RH230             | 9 de setembre de 2004  | Kitt Peak            | Spacewatch                          |
| 385545 | 2004 RS237             | 10 de setembre de 2004 | Kitt Peak            | Spacewatch                          |
| 385546 | 2004 RP262             | 10 de setembre de 2004 | Kitt Peak            | Spacewatch                          |
| 385547 | 2004 RQ307             | 13 de setembre de 2004 | Socorro              | LINEAR                              |
| 385548 | 2004 RB341             | 7 de setembre de 2004  | Socorro              | LINEAR                              |
| 385549 | 2004 SZ3               | 17 de setembre de 2004 | Socorro              | LINEAR                              |
| 385550 | 2004 SW52              | 22 de setembre de 2004 | Socorro              | LINEAR                              |
| 385551 | 2004 TU6               | 3 d'octubre de 2004    | Palomar              | NEAT                                |
| 385552 | 2004 TO30              | 4 d'octubre de 2004    | Kitt Peak            | Spacewatch                          |
| 385553 | 2004 TS32              | 4 d'octubre de 2004    | Kitt Peak            | Spacewatch                          |
| 385554 | 2004 TP64              | 5 d'octubre de 2004    | Kitt Peak            | Spacewatch                          |
| 385555 | 2004 TO71              | 6 d'octubre de 2004    | Kitt Peak            | Spacewatch                          |
| 385556 | 2004 TU73              | 6 d'octubre de 2004    | Kitt Peak            | Spacewatch                          |
| 385557 | 2004 TF74              | 6 d'octubre de 2004    | Kitt Peak            | Spacewatch                          |
| 385558 | 2004 TU80              | 5 d'octubre de 2004    | Kitt Peak            | Spacewatch                          |
| 385559 | 2004 TY92              | 5 d'octubre de 2004    | Kitt Peak            | Spacewatch                          |
| 385560 | 2004 TA134             | 7 d'octubre de 2004    | Palomar              | NEAT                                |
| 385561 | 2004 TO140             | 4 d'octubre de 2004    | Kitt Peak            | Spacewatch                          |
| 385562 | 2004 TA156             | 6 d'octubre de 2004    | Kitt Peak            | Spacewatch                          |
| 385563 | 2004 TR160             | 6 d'octubre de 2004    | Kitt Peak            | Spacewatch                          |
| 385564 | 2004 TG195             | 7 d'octubre de 2004    | Kitt Peak            | Spacewatch                          |
| 385565 | 2004 TD196             | 7 d'octubre de 2004    | Kitt Peak            | Spacewatch                          |
| 385566 | 2004 TB244             | 6 d'octubre de 2004    | Saint-Sulpice        | Saint-Sulpice                       |
| 385567 | 2004 TZ274             | 9 d'octubre de 2004    | Kitt Peak            | Spacewatch                          |
| 385568 | 2004 TW289             | 10 d'octubre de 2004   | Socorro              | LINEAR                              |
| 385569 | 2004 TO332             | 9 d'octubre de 2004    | Kitt Peak            | Spacewatch                          |
| 385570 | 2004 TH367             | 8 d'octubre de 2004    | Socorro              | LINEAR                              |
| 385571 | 2004 UP10              | 16 d'octubre de 2004   | Las Campanas         | Las Campanas                        |
| 385572 | 2004 VS1               | 4 de novembre de 2004  | Needville            | J. Dellinger, P. Garossino          |
| 385573 | 2004 VX7               | 3 de novembre de 2004  | Kitt Peak            | Spacewatch                          |
| 385574 | 2004 VA18              | 4 de novembre de 2004  | Kitt Peak            | Spacewatch                          |
| 385575 | 2004 VY27              | 5 de novembre de 2004  | Palomar              | NEAT                                |
| 385576 | 2004 VZ35              | 4 de novembre de 2004  | Kitt Peak            | Spacewatch                          |
| 385577 | 2004 VU50              | 4 de novembre de 2004  | Kitt Peak            | Spacewatch                          |
| 385578 | 2004 VL76              | 9 d'octubre de 2004    | Socorro              | LINEAR                              |
| 385579 | 2004 WV9               | 17 de novembre de 2004 | CBA-East             | CBA-East                            |
| 385580 | 2004 XO14              | 10 de desembre de 2004 | Catalina             | CSS                                 |
| 385581 | 2004 XZ17              | 7 de desembre de 2004  | Socorro              | LINEAR                              |
| 385582 | 2004 XA30              | 10 de desembre de 2004 | Socorro              | LINEAR                              |
| 385583 | 2004 XC30              | 10 de desembre de 2004 | Anderson Mesa        | LONEOS                              |
| 385584 | 2004 XZ48              | 11 de desembre de 2004 | Kitt Peak            | Spacewatch                          |
| 385585 | 2004 XY72              | 9 de desembre de 2004  | Catalina             | CSS                                 |
| 385586 | 2004 XB78              | 10 de desembre de 2004 | Socorro              | LINEAR                              |
| 385587 | 2004 XA101             | 14 de desembre de 2004 | Socorro              | LINEAR                              |
| 385588 | 2004 XK102             | 11 de desembre de 2004 | Socorro              | LINEAR                              |
| 385589 | 2004 XM110             | 14 de desembre de 2004 | Socorro              | LINEAR                              |
| 385590 | 2004 XV115             | 12 de desembre de 2004 | Kitt Peak            | Spacewatch                          |
| 385591 | 2004 XB136             | 15 de desembre de 2004 | Socorro              | LINEAR                              |
| 385592 | 2005 AX14              | 6 de gener de 2005     | Catalina             | CSS                                 |
| 385593 | 2005 AN30              | 9 de gener de 2005     | Catalina             | CSS                                 |
| 385594 | 2005 AF78              | 15 de gener de 2005    | Kitt Peak            | Spacewatch                          |
| 385595 | 2005 BR26              | 19 de gener de 2005    | Socorro              | LINEAR                              |
| 385596 | 2005 CO15              | 2 de febrer de 2005    | Socorro              | LINEAR                              |
| 385597 | 2005 CU47              | 2 de febrer de 2005    | Kitt Peak            | Spacewatch                          |
| 385598 | 2005 EX9               | 2 de març de 2005      | Kitt Peak            | Spacewatch                          |
| 385599 | 2005 EN84              | 4 de març de 2005      | Socorro              | LINEAR                              |
| 385600 | 2005 EH112             | 4 de març de 2005      | Socorro              | LINEAR                              |

## 385601-385700
| Nom    | Designació provisional | Data de descobriment   | Lloc de descobriment | Descobridor/s                  |
| ------ | ---------------------- | ---------------------- | -------------------- | ------------------------------ |
| 385601 | 2005 ES116             | 4 de març de 2005      | Mount Lemmon         | Mt. Lemmon Survey              |
| 385602 | 2005 EK130             | 9 de març de 2005      | Mount Lemmon         | Mt. Lemmon Survey              |
| 385603 | 2005 ED184             | 9 de març de 2005      | Mount Lemmon         | Mt. Lemmon Survey              |
| 385604 | 2005 EV205             | 13 de març de 2005     | Mount Lemmon         | Mt. Lemmon Survey              |
| 385605 | 2005 EJ225             | 14 de març de 2005     | Mount Lemmon         | Mt. Lemmon Survey              |
| 385606 | 2005 EV250             | 9 de març de 2005      | Socorro              | LINEAR                         |
| 385607 | 2005 EO297             | 11 de març de 2005     | Kitt Peak            | M. W. Buie                     |
| 385608 | 2005 GM10              | 11 de març de 2005     | Kitt Peak            | Spacewatch                     |
| 385609 | 2005 GS34              | 1 d'abril de 2005      | Anderson Mesa        | LONEOS                         |
| 385610 | 2005 GV56              | 6 d'abril de 2005      | Kitt Peak            | Spacewatch                     |
| 385611 | 2005 GC65              | 2 d'abril de 2005      | Catalina             | CSS                            |
| 385612 | 2005 GQ79              | 6 d'abril de 2005      | Mount Lemmon         | Mt. Lemmon Survey              |
| 385613 | 2005 GP91              | 6 d'abril de 2005      | Kitt Peak            | Spacewatch                     |
| 385614 | 2005 GA142             | 10 d'abril de 2005     | Kitt Peak            | Spacewatch                     |
| 385615 | 2005 GF210             | 9 d'abril de 2005      | Catalina             | CSS                            |
| 385616 | 2005 JP128             | 13 de maig de 2005     | Kitt Peak            | Spacewatch                     |
| 385617 | 2005 ML21              | 30 de juny de 2005     | Kitt Peak            | Spacewatch                     |
| 385618 | 2005 MW21              | 30 de juny de 2005     | Kitt Peak            | Spacewatch                     |
| 385619 | 2005 MB22              | 30 de juny de 2005     | Kitt Peak            | Spacewatch                     |
| 385620 | 2005 MA26              | 1 de juny de 2005      | Mount Lemmon         | Mt. Lemmon Survey              |
| 385621 | 2005 MS31              | 28 de juny de 2005     | Kitt Peak            | Spacewatch                     |
| 385622 | 2005 NR4               | 3 de juliol de 2005    | Mount Lemmon         | Mt. Lemmon Survey              |
| 385623 | 2005 NT5               | 3 de juliol de 2005    | Mount Lemmon         | Mt. Lemmon Survey              |
| 385624 | 2005 ND22              | 1 de juliol de 2005    | Kitt Peak            | Spacewatch                     |
| 385625 | 2005 NS30              | 4 de juliol de 2005    | Kitt Peak            | Spacewatch                     |
| 385626 | 2005 NO31              | 4 de juliol de 2005    | Palomar              | NEAT                           |
| 385627 | 2005 NZ43              | 6 de juliol de 2005    | Kitt Peak            | Spacewatch                     |
| 385628 | 2005 NG84              | 2 de juliol de 2005    | Kitt Peak            | Spacewatch                     |
| 385629 | 2005 OU18              | 30 de juliol de 2005   | Palomar              | NEAT                           |
| 385630 | 2005 OP21              | 28 de juliol de 2005   | Palomar              | NEAT                           |
| 385631 | 2005 QK52              | 27 d'agost de 2005     | Kitt Peak            | Spacewatch                     |
| 385632 | 2005 QQ52              | 27 d'agost de 2005     | Haleakala            | NEAT                           |
| 385633 | 2005 QD57              | 29 d'agost de 2005     | Vicques              | M. Ory                         |
| 385634 | 2005 QW65              | 12 de juliol de 2005   | Anderson Mesa        | LONEOS                         |
| 385635 | 2005 QX73              | 29 d'agost de 2005     | Anderson Mesa        | LONEOS                         |
| 385636 | 2005 QS75              | 30 d'agost de 2005     | Kitt Peak            | Spacewatch                     |
| 385637 | 2005 QQ88              | 29 d'agost de 2005     | St. Vér              | St. Veran                      |
| 385638 | 2005 QY110             | 27 d'agost de 2005     | Palomar              | NEAT                           |
| 385639 | 2005 QB116             | 28 d'agost de 2005     | Kitt Peak            | Spacewatch                     |
| 385640 | 2005 QW116             | 28 d'agost de 2005     | Kitt Peak            | Spacewatch                     |
| 385641 | 2005 QT120             | 28 d'agost de 2005     | Kitt Peak            | Spacewatch                     |
| 385642 | 2005 QX131             | 28 d'agost de 2005     | Kitt Peak            | Spacewatch                     |
| 385643 | 2005 QR133             | 28 d'agost de 2005     | Kitt Peak            | Spacewatch                     |
| 385644 | 2005 QH138             | 28 d'agost de 2005     | Kitt Peak            | Spacewatch                     |
| 385645 | 2005 QS174             | 31 d'agost de 2005     | Kitt Peak            | Spacewatch                     |
| 385646 | 2005 QN175             | 31 d'agost de 2005     | Kitt Peak            | Spacewatch                     |
| 385647 | 2005 QR178             | 29 d'agost de 2005     | Kitt Peak            | Spacewatch                     |
| 385648 | 2005 QU181             | 31 d'agost de 2005     | Anderson Mesa        | LONEOS                         |
| 385649 | 2005 QG190             | 31 d'agost de 2005     | Kitt Peak            | Spacewatch                     |
| 385650 | 2005 RW11              | 11 de setembre de 2005 | Junk Bond            | D. Healy                       |
| 385651 | 2005 RZ14              | 1 de setembre de 2005  | Kitt Peak            | Spacewatch                     |
| 385652 | 2005 RU21              | 6 de setembre de 2005  | Anderson Mesa        | LONEOS                         |
| 385653 | 2005 RL23              | 29 d'agost de 2005     | Kitt Peak            | Spacewatch                     |
| 385654 | 2005 RY23              | 10 de setembre de 2005 | Anderson Mesa        | LONEOS                         |
| 385655 | 2005 RW40              | 6 de setembre de 2005  | Anderson Mesa        | LONEOS                         |
| 385656 | 2005 RK51              | 10 de setembre de 2005 | Anderson Mesa        | LONEOS                         |
| 385657 | 2005 SQ14              | 25 de setembre de 2005 | Catalina             | CSS                            |
| 385658 | 2005 SS21              | 26 de setembre de 2005 | Kitt Peak            | Spacewatch                     |
| 385659 | 2005 SZ35              | 23 de setembre de 2005 | Kitt Peak            | Spacewatch                     |
| 385660 | 2005 SM47              | 24 de setembre de 2005 | Kitt Peak            | Spacewatch                     |
| 385661 | 2005 SZ51              | 24 de setembre de 2005 | Kitt Peak            | Spacewatch                     |
| 385662 | 2005 SH92              | 24 de setembre de 2005 | Kitt Peak            | Spacewatch                     |
| 385663 | 2005 SH95              | 25 de setembre de 2005 | Kitt Peak            | Spacewatch                     |
| 385664 | 2005 SG99              | 25 de setembre de 2005 | Kitt Peak            | Spacewatch                     |
| 385665 | 2005 SR99              | 25 de setembre de 2005 | Kitt Peak            | Spacewatch                     |
| 385666 | 2005 SH100             | 25 de setembre de 2005 | Kitt Peak            | Spacewatch                     |
| 385667 | 2005 ST113             | 27 de setembre de 2005 | Kitt Peak            | Spacewatch                     |
| 385668 | 2005 ST130             | 29 de setembre de 2005 | Mount Lemmon         | Mt. Lemmon Survey              |
| 385669 | 2005 SS144             | 25 de setembre de 2005 | Kitt Peak            | Spacewatch                     |
| 385670 | 2005 SD145             | 25 de setembre de 2005 | Kitt Peak            | Spacewatch                     |
| 385671 | 2005 SB167             | 14 de setembre de 2005 | Catalina             | CSS                            |
| 385672 | 2005 SK169             | 29 de setembre de 2005 | Kitt Peak            | Spacewatch                     |
| 385673 | 2005 SD179             | 29 de setembre de 2005 | Anderson Mesa        | LONEOS                         |
| 385674 | 2005 SW183             | 29 de setembre de 2005 | Kitt Peak            | Spacewatch                     |
| 385675 | 2005 SY187             | 29 de setembre de 2005 | Mount Lemmon         | Mt. Lemmon Survey              |
| 385676 | 2005 SR188             | 29 de setembre de 2005 | Mount Lemmon         | Mt. Lemmon Survey              |
| 385677 | 2005 SS195             | 30 de setembre de 2005 | Kitt Peak            | Spacewatch                     |
| 385678 | 2005 SQ204             | 30 de setembre de 2005 | Anderson Mesa        | LONEOS                         |
| 385679 | 2005 SV206             | 30 de setembre de 2005 | Mount Lemmon         | Mt. Lemmon Survey              |
| 385680 | 2005 SX206             | 30 de setembre de 2005 | Mount Lemmon         | Mt. Lemmon Survey              |
| 385681 | 2005 SA211             | 30 de setembre de 2005 | Palomar              | NEAT                           |
| 385682 | 2005 SN239             | 30 de setembre de 2005 | Kitt Peak            | Spacewatch                     |
| 385683 | 2005 SA249             | 30 de setembre de 2005 | Mount Lemmon         | Mt. Lemmon Survey              |
| 385684 | 2005 SF252             | 24 de setembre de 2005 | Palomar              | NEAT                           |
| 385685 | 2005 SK255             | 22 de setembre de 2005 | Palomar              | NEAT                           |
| 385686 | 2005 SO260             | 23 de setembre de 2005 | Kitt Peak            | Spacewatch                     |
| 385687 | 2005 SF286             | 25 de setembre de 2005 | Apache Point         | A. C. Becker                   |
| 385688 | 2005 TK12              | 1 d'octubre de 2005    | Kitt Peak            | Spacewatch                     |
| 385689 | 2005 TP16              | 1 d'octubre de 2005    | Kitt Peak            | Spacewatch                     |
| 385690 | 2005 TM37              | 14 de setembre de 2005 | Kitt Peak            | Spacewatch                     |
| 385691 | 2005 TX45              | 30 de setembre de 2005 | Mount Lemmon         | Mt. Lemmon Survey              |
| 385692 | 2005 TH52              | 5 d'octubre de 2005    | Kitt Peak            | Spacewatch                     |
| 385693 | 2005 TR52              | 11 d'octubre de 2005   | Junk Bond            | D. Healy                       |
| 385694 | 2005 TV60              | 3 d'octubre de 2005    | Kitt Peak            | Spacewatch                     |
| 385695 | 2005 TO74              | 8 d'octubre de 2005    | Las Campanas         | C. A. Trujillo, S. S. Sheppard |
| 385696 | 2005 TV100             | 7 d'octubre de 2005    | Catalina             | CSS                            |
| 385697 | 2005 TC104             | 30 de setembre de 2005 | Catalina             | CSS                            |
| 385698 | 2005 TB114             | 27 de setembre de 2005 | Kitt Peak            | Spacewatch                     |
| 385699 | 2005 TX121             | 7 d'octubre de 2005    | Kitt Peak            | Spacewatch                     |
| 385700 | 2005 TL153             | 7 d'octubre de 2005    | Mount Lemmon         | Mt. Lemmon Survey              |

## 385701-385800
| Nom    | Designació provisional | Data de descobriment   | Lloc de descobriment | Descobridor/s     |
| ------ | ---------------------- | ---------------------- | -------------------- | ----------------- |
| 385701 | 2005 TZ158             | 1 d'octubre de 2005    | Mount Lemmon         | Mt. Lemmon Survey |
| 385702 | 2005 UO9               | 21 d'octubre de 2005   | Palomar              | NEAT              |
| 385703 | 2005 UO15              | 22 d'octubre de 2005   | Kitt Peak            | Spacewatch        |
| 385704 | 2005 UH27              | 1 d'octubre de 2005    | Mount Lemmon         | Mt. Lemmon Survey |
| 385705 | 2005 UJ28              | 23 d'octubre de 2005   | Kitt Peak            | Spacewatch        |
| 385706 | 2005 UB30              | 23 d'octubre de 2005   | Catalina             | CSS               |
| 385707 | 2005 UE46              | 22 d'octubre de 2005   | Kitt Peak            | Spacewatch        |
| 385708 | 2005 UV48              | 23 d'octubre de 2005   | Kitt Peak            | Spacewatch        |
| 385709 | 2005 UQ61              | 25 d'octubre de 2005   | Mount Lemmon         | Mt. Lemmon Survey |
| 385710 | 2005 UJ71              | 23 d'octubre de 2005   | Catalina             | CSS               |
| 385711 | 2005 UH84              | 22 d'octubre de 2005   | Kitt Peak            | Spacewatch        |
| 385712 | 2005 UR98              | 22 d'octubre de 2005   | Palomar              | NEAT              |
| 385713 | 2005 UJ103             | 22 d'octubre de 2005   | Kitt Peak            | Spacewatch        |
| 385714 | 2005 UR103             | 22 d'octubre de 2005   | Kitt Peak            | Spacewatch        |
| 385715 | 2005 UL117             | 24 d'octubre de 2005   | Kitt Peak            | Spacewatch        |
| 385716 | 2005 UN119             | 24 d'octubre de 2005   | Kitt Peak            | Spacewatch        |
| 385717 | 2005 UC127             | 24 d'octubre de 2005   | Kitt Peak            | Spacewatch        |
| 385718 | 2005 UA154             | 26 d'octubre de 2005   | Kitt Peak            | Spacewatch        |
| 385719 | 2005 UZ157             | 27 d'octubre de 2005   | Kitt Peak            | Spacewatch        |
| 385720 | 2005 UV160             | 22 d'octubre de 2005   | Catalina             | CSS               |
| 385721 | 2005 UB179             | 24 d'octubre de 2005   | Kitt Peak            | Spacewatch        |
| 385722 | 2005 UR200             | 25 d'octubre de 2005   | Kitt Peak            | Spacewatch        |
| 385723 | 2005 UY269             | 28 d'octubre de 2005   | Socorro              | LINEAR            |
| 385724 | 2005 UB273             | 28 d'octubre de 2005   | Kitt Peak            | Spacewatch        |
| 385725 | 2005 UR299             | 26 d'octubre de 2005   | Kitt Peak            | Spacewatch        |
| 385726 | 2005 UQ302             | 26 d'octubre de 2005   | Kitt Peak            | Spacewatch        |
| 385727 | 2005 UA338             | 11 de març de 2003     | Kitt Peak            | Spacewatch        |
| 385728 | 2005 UG350             | 23 d'octubre de 2005   | Catalina             | CSS               |
| 385729 | 2005 UQ371             | 27 d'octubre de 2005   | Mount Lemmon         | Mt. Lemmon Survey |
| 385730 | 2005 UH396             | 25 d'octubre de 2005   | Kitt Peak            | Spacewatch        |
| 385731 | 2005 UP397             | 28 d'octubre de 2005   | Catalina             | CSS               |
| 385732 | 2005 UF413             | 31 d'octubre de 2005   | Socorro              | LINEAR            |
| 385733 | 2005 UG439             | 29 d'octubre de 2005   | Catalina             | CSS               |
| 385734 | 2005 UQ444             | 30 d'octubre de 2005   | Catalina             | CSS               |
| 385735 | 2005 VQ53              | 4 de novembre de 2005  | Socorro              | LINEAR            |
| 385736 | 2005 VP71              | 1 de novembre de 2005  | Mount Lemmon         | Mt. Lemmon Survey |
| 385737 | 2005 VQ79              | 4 de novembre de 2005  | Mount Lemmon         | Mt. Lemmon Survey |
| 385738 | 2005 VA114             | 10 de novembre de 2005 | Mount Lemmon         | Mt. Lemmon Survey |
| 385739 | 2005 VB130             | 1 de novembre de 2005  | Apache Point         | A. C. Becker      |
| 385740 | 2005 WK40              | 25 de novembre de 2005 | Mount Lemmon         | Mt. Lemmon Survey |
| 385741 | 2005 WY41              | 31 d'octubre de 2005   | Kitt Peak            | Spacewatch        |
| 385742 | 2005 WX54              | 30 d'octubre de 2005   | Socorro              | LINEAR            |
| 385743 | 2005 WM69              | 26 de novembre de 2005 | Kitt Peak            | Spacewatch        |
| 385744 | 2005 WV93              | 26 de novembre de 2005 | Mount Lemmon         | Mt. Lemmon Survey |
| 385745 | 2005 WG193             | 26 de novembre de 2005 | Catalina             | CSS               |
| 385746 | 2005 XH19              | 2 de desembre de 2005  | Kitt Peak            | Spacewatch        |
| 385747 | 2005 XC30              | 1 de desembre de 2005  | Mount Lemmon         | Mt. Lemmon Survey |
| 385748 | 2005 XU78              | 2 de desembre de 2005  | Catalina             | CSS               |
| 385749 | 2005 XR85              | 2 de desembre de 2005  | Kitt Peak            | Spacewatch        |
| 385750 | 2005 XJ112             | 2 de desembre de 2005  | Kitt Peak            | M. W. Buie        |
| 385751 | 2005 YQ7               | 22 de desembre de 2005 | Kitt Peak            | Spacewatch        |
| 385752 | 2005 YZ13              | 22 de desembre de 2005 | Kitt Peak            | Spacewatch        |
| 385753 | 2005 YY16              | 23 de desembre de 2005 | Kitt Peak            | Spacewatch        |
| 385754 | 2005 YG24              | 24 de desembre de 2005 | Kitt Peak            | Spacewatch        |
| 385755 | 2005 YQ24              | 24 de desembre de 2005 | Kitt Peak            | Spacewatch        |
| 385756 | 2005 YW30              | 22 de desembre de 2005 | Kitt Peak            | Spacewatch        |
| 385757 | 2005 YK32              | 22 de desembre de 2005 | Kitt Peak            | Spacewatch        |
| 385758 | 2005 YH55              | 25 de desembre de 2005 | Kitt Peak            | Spacewatch        |
| 385759 | 2005 YO69              | 26 de desembre de 2005 | Kitt Peak            | Spacewatch        |
| 385760 | 2005 YF71              | 24 de desembre de 2005 | Kitt Peak            | Spacewatch        |
| 385761 | 2005 YK74              | 8 de desembre de 2005  | Kitt Peak            | Spacewatch        |
| 385762 | 2005 YN75              | 24 de desembre de 2005 | Kitt Peak            | Spacewatch        |
| 385763 | 2005 YF76              | 24 de desembre de 2005 | Kitt Peak            | Spacewatch        |
| 385764 | 2005 YN79              | 24 de desembre de 2005 | Kitt Peak            | Spacewatch        |
| 385765 | 2005 YC114             | 25 de desembre de 2005 | Kitt Peak            | Spacewatch        |
| 385766 | 2005 YP121             | 28 de desembre de 2005 | Catalina             | CSS               |
| 385767 | 2005 YD128             | 28 de desembre de 2005 | Mount Lemmon         | Mt. Lemmon Survey |
| 385768 | 2005 YC144             | 28 de desembre de 2005 | Mount Lemmon         | Mt. Lemmon Survey |
| 385769 | 2005 YV144             | 28 de desembre de 2005 | Mount Lemmon         | Mt. Lemmon Survey |
| 385770 | 2005 YQ191             | 30 de desembre de 2005 | Kitt Peak            | Spacewatch        |
| 385771 | 2005 YE212             | 28 de desembre de 2005 | Catalina             | CSS               |
| 385772 | 2005 YO258             | 22 de desembre de 2005 | Kitt Peak            | Spacewatch        |
| 385773 | 2005 YB291             | 28 de desembre de 2005 | Mount Lemmon         | Mt. Lemmon Survey |
| 385774 | 2006 AA14              | 25 de desembre de 2005 | Kitt Peak            | Spacewatch        |
| 385775 | 2006 AE22              | 5 de desembre de 2005  | Catalina             | CSS               |
| 385776 | 2006 AD23              | 4 de gener de 2006     | Kitt Peak            | Spacewatch        |
| 385777 | 2006 AJ53              | 5 de gener de 2006     | Kitt Peak            | Spacewatch        |
| 385778 | 2006 AE74              | 4 de gener de 2006     | Catalina             | CSS               |
| 385779 | 2006 AJ79              | 6 de gener de 2006     | Kitt Peak            | Spacewatch        |
| 385780 | 2006 AO95              | 9 de gener de 2006     | Kitt Peak            | Spacewatch        |
| 385781 | 2006 BR                | 20 de gener de 2006    | Socorro              | LINEAR            |
| 385782 | 2006 BG42              | 23 de gener de 2006    | Kitt Peak            | Spacewatch        |
| 385783 | 2006 BV50              | 24 de desembre de 2005 | Kitt Peak            | Spacewatch        |
| 385784 | 2006 BK65              | 23 de gener de 2006    | Kitt Peak            | Spacewatch        |
| 385785 | 2006 BA75              | 23 de gener de 2006    | Kitt Peak            | Spacewatch        |
| 385786 | 2006 BC75              | 23 de gener de 2006    | Kitt Peak            | Spacewatch        |
| 385787 | 2006 BM76              | 23 de gener de 2006    | Kitt Peak            | Spacewatch        |
| 385788 | 2006 BY86              | 25 de gener de 2006    | Kitt Peak            | Spacewatch        |
| 385789 | 2006 BT100             | 23 de gener de 2006    | Kitt Peak            | Spacewatch        |
| 385790 | 2006 BG108             | 25 de gener de 2006    | Kitt Peak            | Spacewatch        |
| 385791 | 2006 BN114             | 25 de gener de 2006    | Kitt Peak            | Spacewatch        |
| 385792 | 2006 BV127             | 26 de gener de 2006    | Kitt Peak            | Spacewatch        |
| 385793 | 2006 BV178             | 27 de gener de 2006    | Anderson Mesa        | LONEOS            |
| 385794 | 2006 BY181             | 27 de gener de 2006    | Mount Lemmon         | Mt. Lemmon Survey |
| 385795 | 2006 BJ265             | 31 de gener de 2006    | Kitt Peak            | Spacewatch        |
| 385796 | 2006 BF277             | 30 de gener de 2006    | Kitt Peak            | Spacewatch        |
| 385797 | 2006 BV277             | 30 de gener de 2006    | Kitt Peak            | Spacewatch        |
| 385798 | 2006 BF281             | 30 de gener de 2006    | Kitt Peak            | Spacewatch        |
| 385799 | 2006 CZ                | 3 de febrer de 2006    | Socorro              | LINEAR            |
| 385800 | 2006 CA1               | 3 de febrer de 2006    | Socorro              | LINEAR            |

## 385801-385900
| Nom    | Designació provisional | Data de descobriment   | Lloc de descobriment | Descobridor/s         |
| ------ | ---------------------- | ---------------------- | -------------------- | --------------------- |
| 385801 | 2006 CS18              | 1 de febrer de 2006    | Kitt Peak            | Spacewatch            |
| 385802 | 2006 DO11              | 21 de febrer de 2006   | Catalina             | CSS                   |
| 385803 | 2006 DL23              | 20 de febrer de 2006   | Kitt Peak            | Spacewatch            |
| 385804 | 2006 DS23              | 20 de febrer de 2006   | Kitt Peak            | Spacewatch            |
| 385805 | 2006 DO37              | 20 de febrer de 2006   | Mount Lemmon         | Mt. Lemmon Survey     |
| 385806 | 2006 DT52              | 24 de febrer de 2006   | Kitt Peak            | Spacewatch            |
| 385807 | 2006 DH57              | 24 de febrer de 2006   | Catalina             | CSS                   |
| 385808 | 2006 DO67              | 22 de febrer de 2006   | Catalina             | CSS                   |
| 385809 | 2006 DV91              | 24 de febrer de 2006   | Mount Lemmon         | Mt. Lemmon Survey     |
| 385810 | 2006 DB120             | 20 de febrer de 2006   | Catalina             | CSS                   |
| 385811 | 2006 DL121             | 23 de gener de 2006    | Kitt Peak            | Spacewatch            |
| 385812 | 2006 DC156             | 27 de febrer de 2006   | Kitt Peak            | Spacewatch            |
| 385813 | 2006 DX161             | 27 de febrer de 2006   | Mount Lemmon         | Mt. Lemmon Survey     |
| 385814 | 2006 DX198             | 27 de febrer de 2006   | Catalina             | CSS                   |
| 385815 | 2006 EP16              | 2 de març de 2006      | Kitt Peak            | Spacewatch            |
| 385816 | 2006 EN28              | 3 de març de 2006      | Kitt Peak            | Spacewatch            |
| 385817 | 2006 EW69              | 2 de març de 2006      | Mount Lemmon         | Mt. Lemmon Survey     |
| 385818 | 2006 FK7               | 23 de març de 2006     | Kitt Peak            | Spacewatch            |
| 385819 | 2006 FE14              | 23 de març de 2006     | Kitt Peak            | Spacewatch            |
| 385820 | 2006 FH28              | 24 de març de 2006     | Mount Lemmon         | Mt. Lemmon Survey     |
| 385821 | 2006 FZ50              | 24 de març de 2006     | Catalina             | CSS                   |
| 385822 | 2006 FW53              | 24 de març de 2006     | Kitt Peak            | Spacewatch            |
| 385823 | 2006 GN2               | 9 de març de 2006      | Kitt Peak            | Spacewatch            |
| 385824 | 2006 GW6               | 2 d'abril de 2006      | Kitt Peak            | Spacewatch            |
| 385825 | 2006 GG12              | 2 d'abril de 2006      | Kitt Peak            | Spacewatch            |
| 385826 | 2006 GW28              | 2 d'abril de 2006      | Kitt Peak            | Spacewatch            |
| 385827 | 2006 GB32              | 6 d'abril de 2006      | Catalina             | CSS                   |
| 385828 | 2006 GJ32              | 7 d'abril de 2006      | Kitt Peak            | Spacewatch            |
| 385829 | 2006 GQ54              | 8 d'abril de 2006      | Kitt Peak            | Spacewatch            |
| 385830 | 2006 HE3               | 18 d'abril de 2006     | Kitt Peak            | Spacewatch            |
| 385831 | 2006 HJ11              | 18 de desembre de 2004 | Mount Lemmon         | Mt. Lemmon Survey     |
| 385832 | 2006 HQ25              | 20 d'abril de 2006     | Kitt Peak            | Spacewatch            |
| 385833 | 2006 HJ31              | 18 d'abril de 2006     | Anderson Mesa        | LONEOS                |
| 385834 | 2006 HH43              | 24 d'abril de 2006     | Mount Lemmon         | Mt. Lemmon Survey     |
| 385835 | 2006 HP71              | 25 d'abril de 2006     | Kitt Peak            | Spacewatch            |
| 385836 | 2006 HE74              | 25 d'abril de 2006     | Kitt Peak            | Spacewatch            |
| 385837 | 2006 HP79              | 26 d'abril de 2006     | Kitt Peak            | Spacewatch            |
| 385838 | 2006 HW90              | 29 d'abril de 2006     | Kitt Peak            | Spacewatch            |
| 385839 | 2006 HS103             | 30 d'abril de 2006     | Kitt Peak            | Spacewatch            |
| 385840 | 2006 HF105             | 23 d'abril de 2006     | Catalina             | CSS                   |
| 385841 | 2006 HA109             | 30 d'abril de 2006     | Catalina             | CSS                   |
| 385842 | 2006 HV109             | 30 d'abril de 2006     | Kitt Peak            | Spacewatch            |
| 385843 | 2006 JY25              | 6 de maig de 2006      | Mount Lemmon         | Mt. Lemmon Survey     |
| 385844 | 2006 JF52              | 4 de maig de 2006      | Kitt Peak            | Spacewatch            |
| 385845 | 2006 KB3               | 18 de maig de 2006     | Palomar              | NEAT                  |
| 385846 | 2006 KK9               | 23 de març de 2006     | Kitt Peak            | Spacewatch            |
| 385847 | 2006 KZ27              | 27 de setembre de 2003 | Kitt Peak            | Spacewatch            |
| 385848 | 2006 KD30              | 1 de maig de 2006      | Kitt Peak            | Spacewatch            |
| 385849 | 2006 KC60              | 22 de maig de 2006     | Kitt Peak            | Spacewatch            |
| 385850 | 2006 KF65              | 24 de maig de 2006     | Kitt Peak            | Spacewatch            |
| 385851 | 2006 LV2               | 5 de juny de 2006      | Socorro              | LINEAR                |
| 385852 | 2006 OQ5               | 22 de juliol de 2006   | Palomar              | NEAT                  |
| 385853 | 2006 PU35              | 12 d'agost de 2006     | Palomar              | NEAT                  |
| 385854 | 2006 QQ10              | 19 d'agost de 2006     | Piszkéstet&          | K. Sárneczky, Z. Kuli |
| 385855 | 2006 QE64              | 25 d'agost de 2006     | Socorro              | LINEAR                |
| 385856 | 2006 QH110             | 28 d'agost de 2006     | Kitt Peak            | Spacewatch            |
| 385857 | 2006 QZ136             | 16 d'agost de 2006     | Palomar              | NEAT                  |
| 385858 | 2006 QC150             | 19 d'agost de 2006     | Kitt Peak            | Spacewatch            |
| 385859 | 2006 QY150             | 19 d'agost de 2006     | Kitt Peak            | Spacewatch            |
| 385860 | 2006 QG151             | 19 d'agost de 2006     | Kitt Peak            | Spacewatch            |
| 385861 | 2006 QQ151             | 5 d'abril de 2005      | Mount Lemmon         | Mt. Lemmon Survey     |
| 385862 | 2006 QK184             | 18 d'agost de 2006     | Kitt Peak            | Spacewatch            |
| 385863 | 2006 RE14              | 14 de setembre de 2006 | Kitt Peak            | Spacewatch            |
| 385864 | 2006 RR15              | 27 d'agost de 2006     | Anderson Mesa        | LONEOS                |
| 385865 | 2006 RF21              | 15 de setembre de 2006 | Kitt Peak            | Spacewatch            |
| 385866 | 2006 RS22              | 15 de setembre de 2006 | Goodricke-Pigott     | R. A. Tucker          |
| 385867 | 2006 RW29              | 15 de setembre de 2006 | Kitt Peak            | Spacewatch            |
| 385868 | 2006 RU36              | 12 de setembre de 2006 | Catalina             | CSS                   |
| 385869 | 2006 RJ64              | 12 de setembre de 2006 | Catalina             | CSS                   |
| 385870 | 2006 RL66              | 14 de setembre de 2006 | Kitt Peak            | Spacewatch            |
| 385871 | 2006 RS71              | 15 de setembre de 2006 | Kitt Peak            | Spacewatch            |
| 385872 | 2006 RU71              | 15 de setembre de 2006 | Kitt Peak            | Spacewatch            |
| 385873 | 2006 RA74              | 15 de setembre de 2006 | Kitt Peak            | Spacewatch            |
| 385874 | 2006 RC83              | 15 de setembre de 2006 | Kitt Peak            | Spacewatch            |
| 385875 | 2006 RJ101             | 1 de setembre de 2006  | Siding Spring        | Siding Spring Survey  |
| 385876 | 2006 SM16              | 17 de setembre de 2006 | Kitt Peak            | Spacewatch            |
| 385877 | 2006 SO16              | 17 de setembre de 2006 | Catalina             | CSS                   |
| 385878 | 2006 SY31              | 17 de setembre de 2006 | Kitt Peak            | Spacewatch            |
| 385879 | 2006 SV35              | 17 de setembre de 2006 | Anderson Mesa        | LONEOS                |
| 385880 | 2006 SB77              | 18 de setembre de 2006 | Calvin-Rehoboth      | Calvin College        |
| 385881 | 2006 SP89              | 18 de setembre de 2006 | Kitt Peak            | Spacewatch            |
| 385882 | 2006 SG92              | 18 de setembre de 2006 | Kitt Peak            | Spacewatch            |
| 385883 | 2006 SO125             | 20 de setembre de 2006 | Catalina             | CSS                   |
| 385884 | 2006 SO131             | 26 de setembre de 2006 | Catalina             | CSS                   |
| 385885 | 2006 SB141             | 25 de setembre de 2006 | Anderson Mesa        | LONEOS                |
| 385886 | 2006 SF157             | 23 de setembre de 2006 | Kitt Peak            | Spacewatch            |
| 385887 | 2006 SR167             | 25 de setembre de 2006 | Kitt Peak            | Spacewatch            |
| 385888 | 2006 SV181             | 25 de setembre de 2006 | Anderson Mesa        | LONEOS                |
| 385889 | 2006 SF207             | 25 de setembre de 2006 | Kitt Peak            | Spacewatch            |
| 385890 | 2006 SU225             | 26 de setembre de 2006 | Kitt Peak            | Spacewatch            |
| 385891 | 2006 SC227             | 26 de setembre de 2006 | Kitt Peak            | Spacewatch            |
| 385892 | 2006 SC232             | 26 de setembre de 2006 | Kitt Peak            | Spacewatch            |
| 385893 | 2006 SJ232             | 26 de setembre de 2006 | Kitt Peak            | Spacewatch            |
| 385894 | 2006 SO233             | 26 de setembre de 2006 | Kitt Peak            | Spacewatch            |
| 385895 | 2006 SO234             | 18 de setembre de 2006 | Kitt Peak            | Spacewatch            |
| 385896 | 2006 SN257             | 19 de setembre de 2006 | Kitt Peak            | Spacewatch            |
| 385897 | 2006 SG258             | 17 d'abril de 2005     | Kitt Peak            | Spacewatch            |
| 385898 | 2006 SD275             | 27 de setembre de 2006 | Mount Lemmon         | Mt. Lemmon Survey     |
| 385899 | 2006 SZ306             | 27 de setembre de 2006 | Kitt Peak            | Spacewatch            |
| 385900 | 2006 SL320             | 27 de setembre de 2006 | Kitt Peak            | Spacewatch            |

## 385901-386000
| Nom    | Designació provisional | Data de descobriment   | Lloc de descobriment | Descobridor/s     |
| ------ | ---------------------- | ---------------------- | -------------------- | ----------------- |
| 385901 | 2006 SK343             | 28 de setembre de 2006 | Kitt Peak            | Spacewatch        |
| 385902 | 2006 SK352             | 30 de setembre de 2006 | Catalina             | CSS               |
| 385903 | 2006 SU357             | 30 de setembre de 2006 | Mount Lemmon         | Mt. Lemmon Survey |
| 385904 | 2006 SW375             | 17 de setembre de 2006 | Apache Point         | A. C. Becker      |
| 385905 | 2006 SX375             | 17 de setembre de 2006 | Apache Point         | A. C. Becker      |
| 385906 | 2006 SH379             | 19 de setembre de 2006 | Apache Point         | A. C. Becker      |
| 385907 | 2006 SF386             | 29 de setembre de 2006 | Apache Point         | A. C. Becker      |
| 385908 | 2006 SU396             | 18 de setembre de 2006 | Kitt Peak            | Spacewatch        |
| 385909 | 2006 SY402             | 26 de setembre de 2006 | Mount Lemmon         | Mt. Lemmon Survey |
| 385910 | 2006 SX407             | 25 de setembre de 2006 | Mount Lemmon         | Mt. Lemmon Survey |
| 385911 | 2006 SF408             | 28 de setembre de 2006 | Mount Lemmon         | Mt. Lemmon Survey |
| 385912 | 2006 SN412             | 30 de setembre de 2006 | Mount Lemmon         | Mt. Lemmon Survey |
| 385913 | 2006 TO26              | 26 de setembre de 2006 | Mount Lemmon         | Mt. Lemmon Survey |
| 385914 | 2006 TS31              | 25 de setembre de 2006 | Mount Lemmon         | Mt. Lemmon Survey |
| 385915 | 2006 TN34              | 12 d'octubre de 2006   | Kitt Peak            | Spacewatch        |
| 385916 | 2006 TC38              | 12 d'octubre de 2006   | Kitt Peak            | Spacewatch        |
| 385917 | 2006 TC39              | 12 d'octubre de 2006   | Kitt Peak            | Spacewatch        |
| 385918 | 2006 TM39              | 12 d'octubre de 2006   | Kitt Peak            | Spacewatch        |
| 385919 | 2006 TH47              | 12 d'octubre de 2006   | Kitt Peak            | Spacewatch        |
| 385920 | 2006 TV72              | 26 de setembre de 2006 | Kitt Peak            | Spacewatch        |
| 385921 | 2006 TC74              | 11 d'octubre de 2006   | Palomar              | NEAT              |
| 385922 | 2006 TG101             | 15 d'octubre de 2006   | Kitt Peak            | Spacewatch        |
| 385923 | 2006 TB103             | 15 d'octubre de 2006   | Kitt Peak            | Spacewatch        |
| 385924 | 2006 TS113             | 1 d'octubre de 2006    | Apache Point         | A. C. Becker      |
| 385925 | 2006 TG115             | 1 d'octubre de 2006    | Apache Point         | A. C. Becker      |
| 385926 | 2006 TE116             | 2 d'octubre de 2006    | Apache Point         | A. C. Becker      |
| 385927 | 2006 TM116             | 2 d'octubre de 2006    | Apache Point         | A. C. Becker      |
| 385928 | 2006 UK4               | 16 d'octubre de 2006   | Kitt Peak            | Spacewatch        |
| 385929 | 2006 UC11              | 26 de setembre de 2006 | Mount Lemmon         | Mt. Lemmon Survey |
| 385930 | 2006 UD62              | 17 d'octubre de 2006   | Kitt Peak            | Spacewatch        |
| 385931 | 2006 UR63              | 16 d'octubre de 2006   | Catalina             | CSS               |
| 385932 | 2006 UX72              | 17 d'octubre de 2006   | Kitt Peak            | Spacewatch        |
| 385933 | 2006 UJ82              | 17 d'octubre de 2006   | Mount Lemmon         | Mt. Lemmon Survey |
| 385934 | 2006 UU88              | 17 d'octubre de 2006   | Kitt Peak            | Spacewatch        |
| 385935 | 2006 UB94              | 2 d'octubre de 2006    | Mount Lemmon         | Mt. Lemmon Survey |
| 385936 | 2006 UF104             | 18 d'octubre de 2006   | Kitt Peak            | Spacewatch        |
| 385937 | 2006 UT110             | 19 d'octubre de 2006   | Kitt Peak            | Spacewatch        |
| 385938 | 2006 UP113             | 25 de setembre de 2006 | Kitt Peak            | Spacewatch        |
| 385939 | 2006 UR118             | 19 d'octubre de 2006   | Kitt Peak            | Spacewatch        |
| 385940 | 2006 UW129             | 19 d'octubre de 2006   | Kitt Peak            | Spacewatch        |
| 385941 | 2006 UN133             | 19 d'octubre de 2006   | Kitt Peak            | Spacewatch        |
| 385942 | 2006 UA174             | 19 d'octubre de 2006   | Catalina             | CSS               |
| 385943 | 2006 UK187             | 28 de setembre de 2006 | Catalina             | CSS               |
| 385944 | 2006 UW187             | 28 de setembre de 2006 | Catalina             | CSS               |
| 385945 | 2006 UQ196             | 20 d'octubre de 2006   | Kitt Peak            | Spacewatch        |
| 385946 | 2006 UD199             | 12 d'octubre de 2006   | Kitt Peak            | Spacewatch        |
| 385947 | 2006 UD217             | 27 d'octubre de 2006   | Mount Lemmon         | Mt. Lemmon Survey |
| 385948 | 2006 UN222             | 17 d'octubre de 2006   | Catalina             | CSS               |
| 385949 | 2006 UX266             | 27 d'octubre de 2006   | Catalina             | CSS               |
| 385950 | 2006 UY296             | 19 d'octubre de 2006   | Kitt Peak            | M. W. Buie        |
| 385951 | 2006 VD4               | 9 de novembre de 2006  | Kitt Peak            | Spacewatch        |
| 385952 | 2006 VV7               | 10 de novembre de 2006 | Kitt Peak            | Spacewatch        |
| 385953 | 2006 VQ26              | 10 de novembre de 2006 | Kitt Peak            | Spacewatch        |
| 385954 | 2006 VO27              | 10 de novembre de 2006 | Kitt Peak            | Spacewatch        |
| 385955 | 2006 VV42              | 12 de novembre de 2006 | Mount Lemmon         | Mt. Lemmon Survey |
| 385956 | 2006 VX53              | 11 de novembre de 2006 | Kitt Peak            | Spacewatch        |
| 385957 | 2006 VK60              | 19 d'octubre de 2006   | Mount Lemmon         | Mt. Lemmon Survey |
| 385958 | 2006 VX63              | 11 de novembre de 2006 | Kitt Peak            | Spacewatch        |
| 385959 | 2006 VX71              | 3 d'octubre de 2006    | Mount Lemmon         | Mt. Lemmon Survey |
| 385960 | 2006 VC87              | 14 de novembre de 2006 | Catalina             | CSS               |
| 385961 | 2006 VL126             | 3 d'octubre de 2006    | Kitt Peak            | Spacewatch        |
| 385962 | 2006 VK141             | 13 de novembre de 2006 | Kitt Peak            | Spacewatch        |
| 385963 | 2006 WM37              | 16 de novembre de 2006 | Kitt Peak            | Spacewatch        |
| 385964 | 2006 WM157             | 22 de novembre de 2006 | Catalina             | CSS               |
| 385965 | 2006 WU163             | 23 de novembre de 2006 | Kitt Peak            | Spacewatch        |
| 385966 | 2006 WX166             | 23 de novembre de 2006 | Kitt Peak            | Spacewatch        |
| 385967 | 2006 WE170             | 23 de novembre de 2006 | Kitt Peak            | Spacewatch        |
| 385968 | 2006 WF174             | 23 de novembre de 2006 | Kitt Peak            | Spacewatch        |
| 385969 | 2006 WE184             | 25 de novembre de 2006 | Kitt Peak            | Spacewatch        |
| 385970 | 2006 WJ184             | 25 de novembre de 2006 | Mount Lemmon         | Mt. Lemmon Survey |
| 385971 | 2006 WL185             | 20 de novembre de 2006 | Kitt Peak            | Spacewatch        |
| 385972 | 2006 WG195             | 29 de novembre de 2006 | Socorro              | LINEAR            |
| 385973 | 2006 XW5               | 7 de desembre de 2006  | Palomar              | NEAT              |
| 385974 | 2006 XK17              | 10 de desembre de 2006 | Kitt Peak            | Spacewatch        |
| 385975 | 2006 XV59              | 14 de desembre de 2006 | Kitt Peak            | Spacewatch        |
| 385976 | 2006 YM8               | 20 de desembre de 2006 | Mount Lemmon         | Mt. Lemmon Survey |
| 385977 | 2006 YJ37              | 21 de desembre de 2006 | Kitt Peak            | Spacewatch        |
| 385978 | 2006 YO40              | 22 de desembre de 2006 | Kitt Peak            | Spacewatch        |
| 385979 | 2006 YO41              | 22 de desembre de 2006 | Socorro              | LINEAR            |
| 385980 | 2007 AA8               | 9 de gener de 2007     | Vallemare Borbon     | V. S. Casulli     |
| 385981 | 2007 AH27              | 10 de gener de 2007    | Mount Lemmon         | Mt. Lemmon Survey |
| 385982 | 2007 AE29              | 10 de gener de 2007    | Mount Lemmon         | Mt. Lemmon Survey |
| 385983 | 2007 AU29              | 10 de gener de 2007    | Mount Lemmon         | Mt. Lemmon Survey |
| 385984 | 2007 BE24              | 24 de gener de 2007    | Mount Lemmon         | Mt. Lemmon Survey |
| 385985 | 2007 BP41              | 24 de gener de 2007    | Mount Lemmon         | Mt. Lemmon Survey |
| 385986 | 2007 BL46              | 26 de gener de 2007    | Kitt Peak            | Spacewatch        |
| 385987 | 2007 BL60              | 17 de gener de 2007    | Kitt Peak            | Spacewatch        |
| 385988 | 2007 BM61              | 27 de gener de 2007    | Mount Lemmon         | Mt. Lemmon Survey |
| 385989 | 2007 BN74              | 17 de gener de 2007    | Kitt Peak            | Spacewatch        |
| 385990 | 2007 BQ75              | 17 de gener de 2007    | Kitt Peak            | Spacewatch        |
| 385991 | 2007 BR79              | 29 de gener de 2007    | Kitt Peak            | Spacewatch        |
| 385992 | 2007 BG81              | 27 de gener de 2007    | Kitt Peak            | Spacewatch        |
| 385993 | 2007 BA102             | 28 de gener de 2007    | Mount Lemmon         | Mt. Lemmon Survey |
| 385994 | 2007 CQ9               | 27 de desembre de 2006 | Mount Lemmon         | Mt. Lemmon Survey |
| 385995 | 2007 CW12              | 6 de febrer de 2007    | Mount Lemmon         | Mt. Lemmon Survey |
| 385996 | 2007 CL14              | 7 de febrer de 2007    | Mount Lemmon         | Mt. Lemmon Survey |
| 385997 | 2007 CN35              | 6 de febrer de 2007    | Mount Lemmon         | Mt. Lemmon Survey |
| 385998 | 2007 CU42              | 7 de febrer de 2007    | Mount Lemmon         | Mt. Lemmon Survey |
| 385999 | 2007 CB43              | 7 de febrer de 2007    | Mount Lemmon         | Mt. Lemmon Survey |
| 386000 | 2007 CG50              | 8 de febrer de 2007    | Palomar              | NEAT              |